# التركيبة السكانية للمسيحيين
المسيحية تعتبر أكبر دين معتنق في الأرض  ويبلغ عدد أتباعها 2.2 مليار أي حوالي ثلث سكان الكوكب من البشر، كذلك فالمسيحية دين الأغلبية السكانية في 120 بلدًا من أصل 190 بلدًا مستقلاً في العالم.
يتنوع المسيحيون لاهوتيًا وجغرافيًا. وفقًا لدراسة أعدها مركز بيو للدراسات لعام 2012 وجدت أنّ نصف المسيحيين هم من الكاثوليك، في حين يشكل البروتستانت نسبة 37%، وأتباع الكنائس الأرثوذكسية فنسبتهم 12%. ويمثّل «المسيحيون الآخرون»، مثل «المورمون» و«شهود يهوه» ما نسبته 1% من مجمل المسيحيين. جغرافيًا يتوزع المسيحيين بالتساوي في أنحاء العالم، يتواجدون في كل مناطق العالم، حوالي 25.7% من مسيحيي العالم يقطنون في القارة الأوروبية والتي تحوى على أكبر تجمع مسيحي على مستوى العالم، في حين أن 24.4% من مسيحيي العالم يقطنون في أمريكا اللاتينية، و23.3% يتواجدون في القارة الأفريقية، و13.2% يقطنون في آسيا، ويتمركز في أمريكا الشمالية 12.3% من مسيحيي العالم أمّا في أوقيانوسيا فتمركز فيها 1.19% من مسيحيي العالم. يشكل المسيحيين الغالبية السكانيّة في كل من الأمريكتين وأوروبا والتي هي عمليًا جزءًا من العالم المسيحي، فضلًا عن أوقيانوسيا وأفريقيا جنوب الصحراء.
وفقًا للإحصائيات ستتخطى أعداد المسيحيين سنة 2050 ثلاثة مليارات شخص، وستبقى المسيحية الديانة الأكثر اعتناقًا وعددًا. تعد المسيحية من الأديان النامية بنسبة 35% أي تتجاوز المعدل العالمي للنمو. فيما يخصّ نسبة النمو فهي تخضع للزيادة أو النقصان بحسب مختلف الإحصاءات. بيد أنه من المؤكد، أن نسبة الولادات في أوساط المسيحيين تقلّ عن نسبتها في أوساط سائر الديانات النامية كالإسلام (3.1) أو السيخ علمًا أنها تزيد عن متوسط نسبة الولادات في العالم (2.5)، وقد وصلت إلى 2.7 طفل لكل امرأة مسيحية، في مقارنة بين نتائج إحصائي 2010 و2015. وفي غضون ذلك، تعتبر حركات التبشير في آسيا وأفريقيا أهم روافد نمو المسيحية، إذ يعتنق المسيحية سنويًا حسب إحصائية بيو سنة 2015 حوالي 40 مليون شخص قادمين من خلفيات دينية مغايرة. في سنة 2010 كان حوالي 27% من مسيحيين العالم تحت سن الخامسة عشر بينما 60% من مسيحيين العالم بين سن الخامسة عشر والستين وحوالي 14% فوق سن الستين. وفي سنة 2010 سُجّل متوسط أعمار المسيحيين حوالي 30 عامًا. ويعتبر متوسط العمر المتوقع العام في العالم 69 عامًا في حين لدى المسيحيين هو 71 عام بالمقابل لدى اليهود 80 عام ولدى المسلمين 67 عام.
على مر العصور ساهم كل من رجال الدين والعلمانيين المسيحيين على حد سواء مساهمات كبيرة في تطوير الحضارة الإنسانيّة، كما ويُذكر أن هناك المئات من المسيحيين البارزين الذين ساهموا في الحضارة الإنسانية والمجتمع الغربي من خلال تعزيز وتطوير العلوم، الطب، الفن، الموسيقى، الأدب، المسرح، الفلسفة، العمارة، الإقتصاد والسياسة. وقد ذكرت في قائمة المائة شخصية الأكثر تأثيرًا في تاريخ البشرية في كتاب الخالدون المئة، 75 شخصية مسيحية من مختلف المجالات. كما ذكر كتاب ذكرى 100 عام لجائزة نوبل أنَّ حوالي (65.4%) من الحاصلين على جائزة نوبل بين الأعوام 1901- 2000 كانوا من المسيحيين.

## أعداد المسيحيين حسب القارة
| أفريقيا                         | 124,541,000   | 11,636,000  | 9.3  | 1,022,234,000 | 494,053,000   | 48.3 |
| شرق أفريقيا                     | 33,012,000    | 5,266,000   | 16.0 | 324,044,000   | 214,013,000   | 66.0 |
| وسط أفريقيا                     | 19,445,000    | 207,000     | 1.1  | 126,689,000   | 104,579,000   | 82.5 |
| شمال أفريقيا                    | 31,968,000    | 3,081,000   | 9.6  | 209,459,000   | 16,761,000    | 8.0  |
| أفريقيا الجنوبية                | 6,819,000     | 2,526,000   | 37.0 | 57,780,00     | 304,261,000   | 82.4 |
| آسيا                            | 1,026,693,000 | 25,086,000  | 2.4  | 4,164,252,000 | 342,012,000   | 8.2  |
| شرق آسيا                        | 554,135,000   | 2,251,000   | 0.4  | 1,573,970,000 | 127,573,000   | 8.1  |
| جنوب آسيا                       | 345,718,000   | 5,182,000   | 1.5  | 1,764,872,000 | 69,990,000    | 4.0  |
| جنوب شرق آسيا                   | 93,859,000    | 10,124,000  | 10.8 | 593,415,000   | 130,271,000   | 22.0 |
| غرب آسيا                        | 32,982,000    | 7,529,000   | 22.8 | 231,995,000   | 14,178,000    | 6.1  |
| أوروبا                          | 427,044,000   | 403,546,000 | 94.5 | 738,199,000   | 580,116,000   | 78.6 |
| أوروبا الشرقية                  | 178,184,000   | 159,695,000 | 89.6 | 294,771,000   | 247,550,000   | 84.0 |
| أوروبا الشمالية                 | 61,473,000    | 60,324,000  | 98.1 | 99,205,000    | 74,228,000    | 74.8 |
| أوروبا الجنوبية                 | 76,828,000    | 74,391,000  | 96.8 | 155,171,000   | 127,943,000   | 82.5 |
| أوروبا الغربية                  | 110,558,000   | 109,136,000 | 96.8 | 189,052,000   | 130,395,000   | 70.0 |
| أمريكا اللاتينية                | 78,254,000    | 74,462,000  | 95.2 | 590,082,000   | 544,686,000   | 92.3 |
| الكاريبي                        | 8,172,000     | 7,986,000   | 97.7 | 41,646,000    | 34,774,000    | 83.5 |
| أمريكا الوسطى                   | 20,806,000    | 20,595,000  | 99.0 | 155,881,000   | 149,426,000   | 95.9 |
| أمريكا الجنوبية                 | 49,276,000    | 45,881,000  | 93.1 | 392,555,000   | 360,486,000   | 91.8 |
| أمريكا الشمالية                 | 94,689,000    | 91,429,000  | 96.6 | 344,529,000   | 271,554,000   | 78.8 |
| أوقيانوسيا                      | 7,192,000     | 5,651,000   | 78.6 | 36,593,000    | 28,019,000    | 76.6 |
| أستراليا - نيوزيلندا            | 5,375,000     | 5,207,000   | 96.9 | 26,637,000    | 18,869,000    | 70.8 |
| ميلانيزيا                       | 1,596,000     | 245,000     | 15.4 | 8,748,000     | 8,004,000     | 91.5 |
| ميكرونيسيا                      | 89,400        | 68,600      | 76.7 | 536,000       | 499,000       | 93.1 |
| بولنيزيا                        | 131,000       | 130,000     | 99.2 | 673,000       | 647,000       | 96.1 |
| العالم'                         | 1,758,412,000 | 611,810,000 | 34.8 | 6,895,889,000 | 2,260,440,000 | 32.8 |
| 1 المصدر: قاعدة بيانات الأديان. |               |             |      |               |               |      |

## المجموعات الإثنيّة

### أوروبا

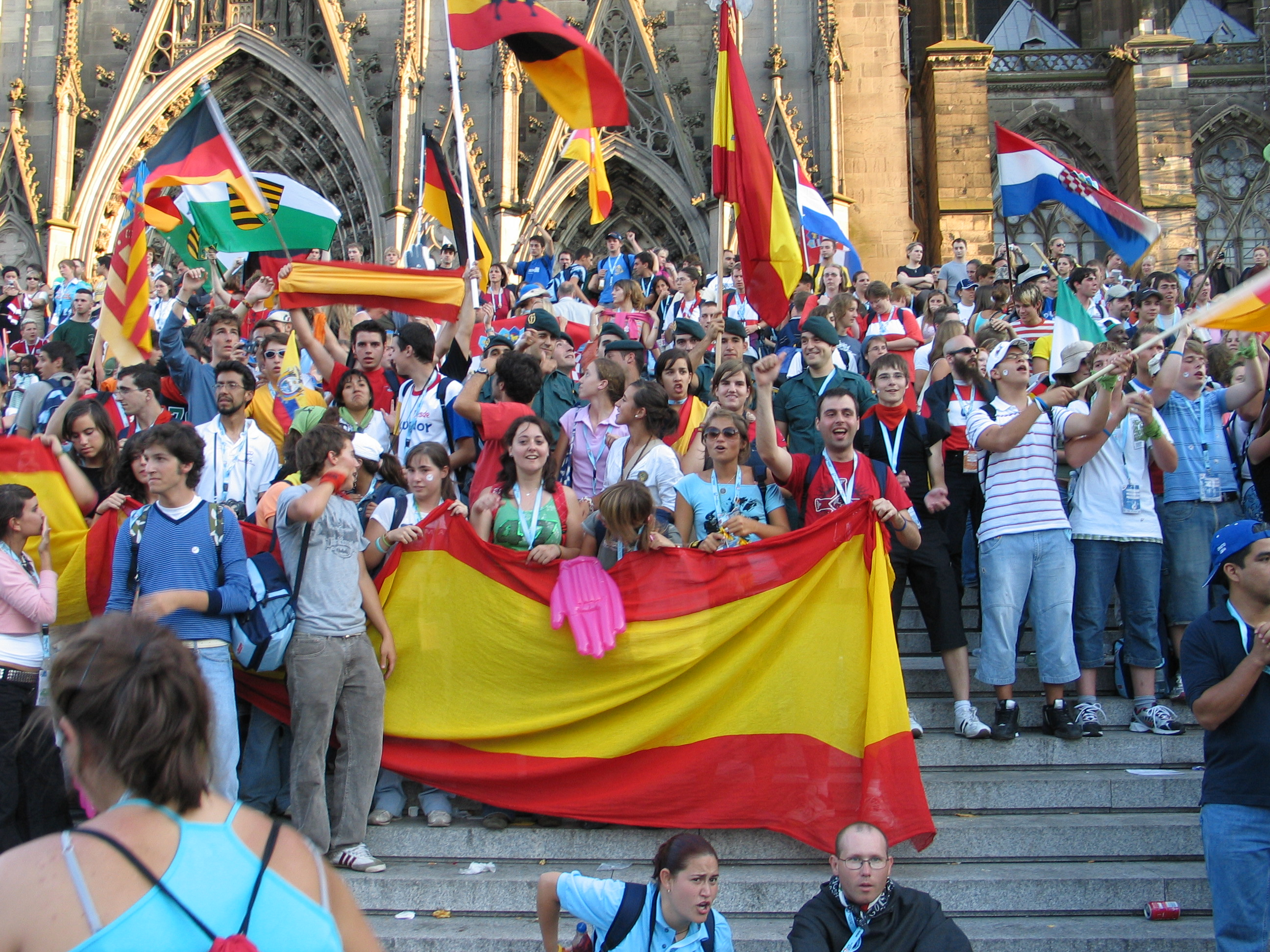
مسيحيين أوروبييّن مجتمعين خلال يوم الشبيبة الكاثوليكية العالمي، في كولن، ألمانيا 17 أغسطس 2005.

يعتنق أغلب الأوربيين المسيحية ديناً، إذ يُعرِّف 76.2% من الأوروبيين أنفسهم كمسيحيين وتصل أعدادهم إلى 565,560,000 نسمة، وبالتالي بتواجد في أوروبا أكبر تجمع مسيحي في العالم. وتؤوي روسيا أكبر التجمعات المسيحية في أوروبا من حيث عدد السكان، تليها في ذلك إيطاليا، وألمانيا، والمملكة المتحدة، وفرنسا، وأوكرانيا، وإسبانيا، وبولندا، ورومانيا واليونان. وتعتبر هذه مجتمعة موطنًا لحوالي 20% من مسيحيين العالم. المسيحية هي الديانة السائدة في 50 بلدًا وإقليمًا أوروبيّاً، بإستثناء الشعب الألباني والبوشناق والأتراك حيث أنّ المسيحيون بينهم أقليّة؛ بالمقابل فإنّ غالبيّة شعوب وعرقيّات أوروبا تعتنق المسيحيّة دينًا. ويُعتبر مسيحيي أوروبا وفقًا لدراسة معهد بيو المجموعة المسيحيّة الأكبر سنًّا إذ أنّ متوسط العمر العمر هو 42.
تأتي الكاثوليكية في مقدمة الطوائف المسيحية إذ يشكّل أتباعها ويُشّكل أتباعها 46.3% من مجمل مسيحيّي أوروبا، الكاثوليكية هي الديانة السائدة قي غرب وجنوب غرب القارة ومن العرقيّات والأمم الكاثوليكية الطليان، البرتغاليين، الإسبان، الفرنسيين، الفلمنِك، الإيرلنديّون، الشعب النمساوّي، الهنغاريين، الكروات، الشعب السلوفياني، السلوفاكييّون، التشيك، البولنديّون، الليثوانيّون، المالطيّون، ألمان ليختنشتاين، اللوكسمبورغيّون، السلوفانيّون، الباسكيّون، الكتالان، الأندلسيّون كما وتتواجد أقليات كاثوليكية كبيرة في إنجلترا وويلز وبعض مناطق أيرلندا الشمالية وجنوب هولندا وجنوب ألمانيا وجنوب سويسرا وغرب أوكرانيا ورومانيا وبعض مناطق لاتفيا ولتوانيا.
تشكّل الكنيسة الأرثوذكسية الشرقية 35.4% وتهيمن بشكل خاص على شرق وجنوب شرق القارة، ومن الشعوب والعرقيّات الأرثوذكسيّة الأرمن، البيلاروس، البلغار، اليونانيّون، القبارصة اليونانيّون، المقدونيّون، المونتينيغريُّون، الأوسيتيانيّون، الرومانيّون، الرُوس، الصِرب، الأوكرانيّون، الجورجيّون. تأتي في مقدمة المجموعات العرقيّة الأرثوذكسيّة في أوروبا السلاف حيث أنّ الأرثوذكسية هي السائدة بين السلاف الشرفيين والجنوبيين ومن ثم الشعب الروماني واليوناني.
نسبة البروتستانت من مجمل مسيحيي أوروبا هي 17.8% وذلك على الرغم من كون أوروبا منشأ البروتستانتية؛ وهم الغالبيّة في شمال القارة. من العرقيّات والأمم البروتستانتيّة الأوروبيّة الإنجليز، الاسكتلنديون، الأنجلو إيرلنديين، الويلزيّون، السويديّون، الفنلنديّون، النرويجيّون، الدنماركيّون، الألمان، الهولنديّون، السويسريّون، الآيسلنديّون، الإستونيّون، اللاتفيّون فضلًا عن كونها مكوّن ديني رئيسي لشعوب هولندا وسويسرا واسكتلندا.
تاريخياً، عاش أغلبية المسيحيين في دول غربيَّة، وبيضاء، والتي غالباً ما تم تصويرها على أنها حضارة "أوروبية مسيحية". وتَمتلك أوروبا ثقافة مسيحية غنية بوجود العديد من القديسين والشهداء فضلًا عن كون الغالبيّة العظمى من الباباوات هم من الأوروبيين. المسيحيين الأوروبيين كان لهم أكبر الأثر في صقل الديانة المسيحية، حيث بشّر الأوروبيين بالمسيحية في العالم الجديد، أفريقيا جنوب الصحراء وأوقيانوسيا وكان لهم الأثر في دخول سكانها للمسيحية. فضلًا عن ذلك أعطت شعوب أوروبا البصمة الحضارّية والثقافيّة للمسيحية العالميّة.

### أمريكا اللاتينية

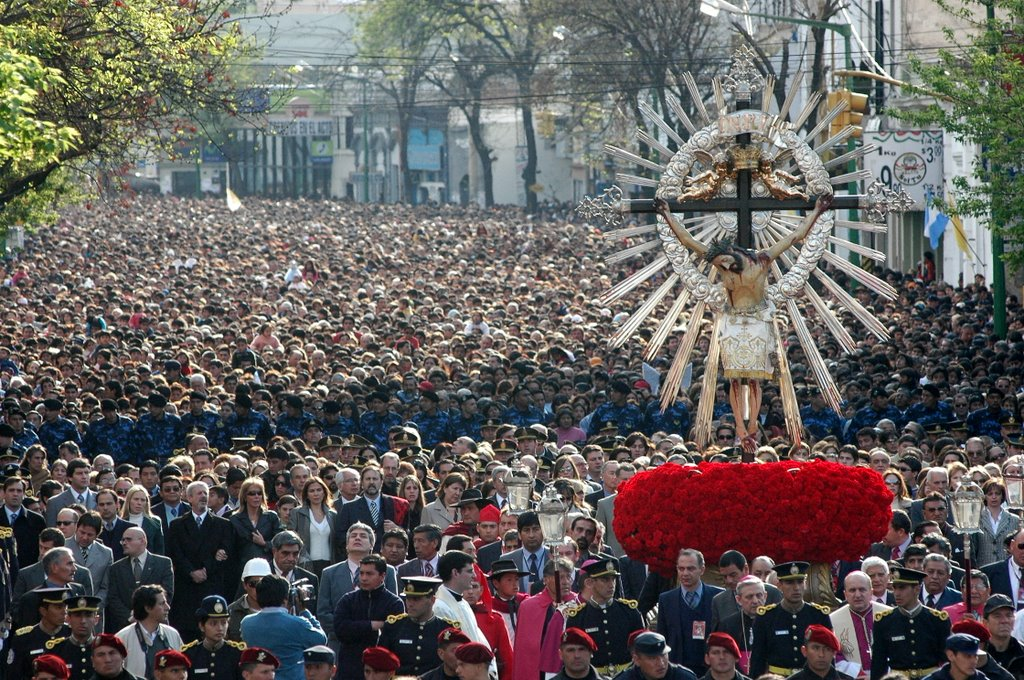
موكب ديني كاثوليكي في مدينة سالتا، الأرجنتين.

الغالبية العظمى من سكان أمريكا اللاتينية (93%) هم من المسيحيين، ومعظمهم من أتباع الكنيسة الرومانية الكاثوليكية، وحوالي 70% من سكان أمريكا اللاتينية يعرّفون أنفسهم ككاثوليك. أفادت دراسة عام 2012 أجراها مركز بيو الاميركي للأبحاث حول الديانات إلى أنّ عدد المسيحيين في اميركا اللاتينية وجزر الكاريبي يصل إلى 531,280,000. في منطقة الكاريبي ينقسم شعوب المنطقة بين الكاثوليكية والبروتستانتية، الكاثوليكية هي الديانة السائدة في جزر الأنتيل الكبرى، والدول الناطقة بالفرنسية؛ بينما البروتستانتية هي السائدة في الدول الناطقة بالإنكليزية. ويعتنق الديانة المسيحيّة 95.6% من سكان دول أمريكا الوسطى؛ الغالبيّة العظمى منهم تنتمي للكنيسة الرومانيّة الكاثوليكيّة (84%).
يُعتبر مسيحيي أمريكا الجنوبية من المجموعات المسيحيّة الشابة والأصغر سنًّا فمتوسط العمر لدى المسيحيين اللاتينيين هو 27. تحوي أمريكا اللاتينية ثاني أكبر تجمع مسيحية وأكبر تجمع كاثوليكي في العالم، وكثيرًا ما يطلق عليها بالقارة الكاثوليكية، كون غالبية السكان من الكاثوليك، كذلك فإن 40% من كاثوليك العالم يعيشون في أمريكا اللاتينية. في الآونة الاخيرة ازدادت أعداد ونمو البروتستانتية خاصًة الكنائس الإنجيلية والخمسينية في أمريكا الجنوبية، الجدير بالذكر أن في البرازيل وحدها يصل أعداد البروتستانت إلى 40 مليون. ويعتبر أعضاء الكنائس البروتستانتية خاصًة الخمسينية والإنجيلية المجموعات الأكثر نموًا وانتشارًا في أمريكا اللاتينية الآن.
وتؤوي البرازيل أكبر التجمعات المسيحية في أمريكا اللاتينية من حيث عدد السكان، وهي أيضًا أكبر دولة كاثوليكية في العالم. تليها في ذلك المكسيك، وكولومبيا، والأرجنتين، وفنزويلا، والبيرو وتشيلي. يُذكر أنّ مدينة ساو باولو البرازيلية ومدينة مكسيكو تُعد أكبر التجمعات الحضرية الكاثوليكية والمسيحيّة في العالم.
يَعود حضور المسيحية بين شعوب القارة إلى البعثات التبشيريّة الإسبانيّة والبرتغاليّة والفرنسيّة التي أرسلت الكهنة خاصًة من اليسوعيين من أجل تحويل السكان الأصليين للكاثوليكية، وقد تعزز الوجود المسيحي خاصًة في الأرجنتين والأوروغواي وتشيلي وجنوب البرازيل بفضل الهجرة الكبيرة من الدول الأوروبية إلى القارة حيث هاجر الملايين إليها بشكل خاص من الأصول الإيطالية والإسبانية والبرتغالية. وتشمل كذلك أصول أوروبية أخرى كالألمانية والآيرلندية، والفرنسية، والكرواتية والإنكليزية غالبية هؤلاء المهاجرين كانوا من خلفية دينية كاثوليكية وحملوا معهم الثقافة الكاثوليكية وتقاليدها إلى القارة اللاتينية.
كما أن كثيرًا من الذين ينتمون إلى أصول هندية أو إفريقية بشكل خاص يمزجون الشعائر الكاثوليكية مع العقائد الروحية لثقافاتهم التقليدية. مما أدّى إلى نشأة ثقافة كاثوليكية مميزة خاصًة في البرازيل والبيرو حيث دمج الأفارقة الذين وصلوا القارة كعبيد وحررّوا من ذلك فيما بعد والشعوب الأصليّة والمستيزو في القارة تقاليدهم الدينية مع الكاثوليكية.

### أفريقيا

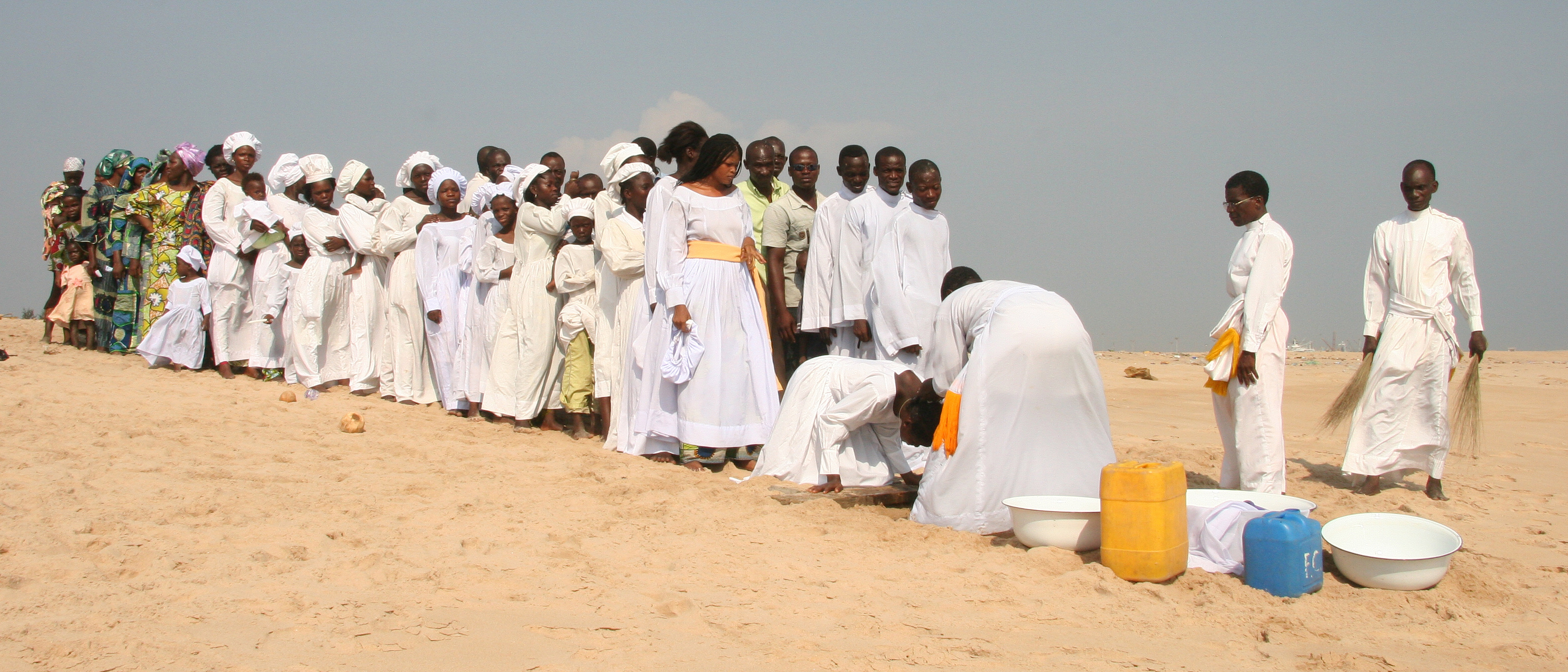
مسيحيين أفارقة في طقس ديني في بينين.

تؤوي أفريقيا جنوب الصحراء ثالث أكبر تجمّع مسيحي عالمي، حوالي 23.8% من مسيحيي العالم موجودين في أفريقيا. يشكلّون 63.2% من سكان القارة وذلك حسب احصائية مركز البحاث الاميركي بيو في حين يٌشّكل البروتستانت حوالي (57.2%) من مجمل مسيحيين أفريقيا، بينما تصل نسبة الكاثوليك 34.1% والأرثوذكس 7.8% من مجمل المسيحيين في أفريقيا. على من الرغم من أن الشعب الإثيوبي يُعتبر واحد من أقدم الأمم المسيحيّة في العالم وقد كان له ثقافة مسيحية خاصًة ومميزّة وفريدة من نوعها. فإن غالبيّة شعوب أفريقيا جنوب الصحراء دخلت المسيحية حديثًا نسبيًّا وذلك من خلال جهود البعثات التبشيريّة. وتؤوي نيجيريا أكبر التجمعات المسيحية في أفريقيا من حيث عدد السكان، تليها في ذلك الكونغو الديمقراطية، وأثيوبيا، وجنوب أفريقيا، وكينيا، وأوغندا، وتنزانيا، وأنغولا، وغانا وزامبيا. يعتبر مسيحييّ أفريقيا المجموعة المسيحية الأكثر شبابًا والأصغر سنًا فمتوسط العمر لدى الأفارقة المسيحيين هو 19.
وفي دراسة أخرى للباحث الإيطالي ماسيمو انتروفيني عام 2012، وجدت أن المسيحية أصبحت الدين الأول في أفريقيا، حيث أصبح عدد المسيحيين أكبر من عدد المسلمين في القارة الأفريقية، إذ يشكل المسيحيين نسبة 53.46% من سكان أفريقيا، مقارنة مع المسلمين الذين يشكلون نسبة 46.40% من سكان أفريقيا. وقد أشارت الدراسة أيضًا إلى أن هناك أغلبية مسيحية في 31 دولة أفريقية مقابل أغلبية إسلامية في 21 دولة وأغلبية لأتباع الأديان التقليدية في ست دول أفريقية.

### آسيا

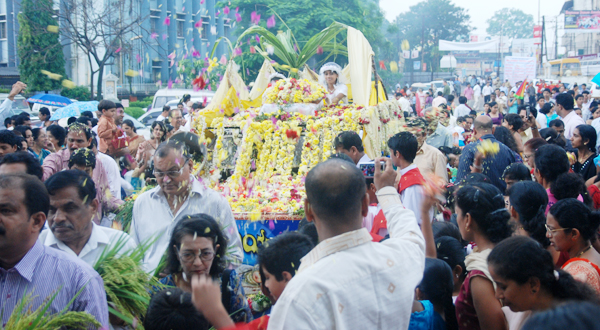
مسيحيون هنود يؤدون طقوس تقليدية لتكريم مريم العذراء.

تحوي آسيا على 13% من مجمل المسيحيين في العالم، وتتراوح نسبتهم في القارة الآسيويّة بين 7%-12%، وقد قدرّت دراسة قامت يها معهد بيو سنة 2010 أعداد المسيحيين في آسيا بحوالي 285,120,000 مليون نسمة (بلا احتساب مسيحيو الشرق الأوسط)؛ في حين قدرّت دراسة قامت بها مركز البحوث للمسيحيّة العالميّة لسنة 2010 عدد المسيحيين الآسيويين بحوالي 341,566,079؛ بالمقابل قدرّت دراسة نشرتها الموسوعة البريطانية سنة 2013 أعداد المسيحيون في آسيا بحوالي 364,780,000 مليون نسمة. يُشّكل البروتستانت نصف مسيحيي آسيا أي حوالي 49%، والكاثوليك 46.1%، والأرثوذكس 4.2% من مجمل المسيحيين في آسيا. يُعتبر مسيحيي آسيا مجموعة شابة نسبيًا فمتوسط العمر هو 27.
من الأمم المسيحية في القارة شعب الفيلبين والروس وشعوب القوقاز منها أرمينيا (93%) وجورجيا (82%). الفلبين هي واحدة من دولتين حيث تغلب عليهما الكاثوليكية في آسيا (93%)، الأخرى هي تيمور الشرقية (98%). كما يوجد في آسيا الوسطى والشرق الأقصى تجمعات كبيرة للمسيحيين وان كانت أقليّات. يشكل المسيحيين أقلية سكانيّة هامة في كل من كوريا الجنوبية (29.2%)، كازاخستان (26%)، سنغافورة (18.3%) وقيرغيزستان (17%) فضلاً عن الصين (5%)، الهند (3%)، إندونيسيا (9%) وفيتنام (7 ملايين)، وماليزيا (2.6 مليون)، واليابان (3 مليون)، وباكستان (2.5 مليون)، وأوزبكستان (2.5 مليون)، وبورما (1.9 مليون)، وسريلانكا (1.5 مليون) وتايوان (مليون نسمة)، فضلًا عن تايلندا، هونغ كونغ وغيرها من الدول، وتُعتبر الأقليات المسيحية في هذه الدول كبيرة العدد ويعود ذلك بسبب العدد السكانيّ الكبير لهذه الدول.
تؤوي الفلبين أكبر تجمع مسيحي آسيوي وهي أيضًا أكبر أمّة مسيحية في القارة تليها ذلك الصين، والهند، وإندونيسيا، وكوريا الجنوبية، وكازاخستان، وفيتنام، وجورجيا، وأرمينيا وباكستان.

### أمريكا الشمالية
يعتنق أغلب شعوب أمريكا الشماليّة المسيحية ديناً، إذ يُعرِّف 77.4% من سكّان أمريكا الشمالية أنفسهم كمسيحيين. ويَصل أعداد المسيحيون في أمريكا الشمالية إلى نحو 266,630,000 مليون وبالتالي يشكلون 12.3% من مجمل مسيحيي العالم.
تنقسم الطوائف المسيحية في أمريكا الشمالية إلى الكنيسة الرومانية الكاثوليكية حيث يعتنقها ما يقرب من 24% من سكان الولايات المتحدة؛ وأكثر من 40% من الكنديين. والبروتستانتية والتي يعتنقها معظم سكان الولايات المتحدة، حيث أنّ نصف السكان من البروتستانت، فضلًا مع ما يزيد قليلًا عن ربع سكان كندا. يُعتبر مسيحيي أمريكا الشمالية من المجموعات المسيحية الأكبر عمرًا فمتوسط العمر لدى مسيحيي القارة هو 39.
يُعتبر مسيحيي أمريكا الشمالية من المجموعات المسيحية الأكثر ثراءً في العالم. حيث كشف تقرير جديد نشرته مؤسسة «نيو ورلد ويلث» سنة 2015 المتخصصة في أبحاث الثروة العالمية عن سيطرة المسيحيين خصوصًا مسيحيي أمريكا الشمالية على السواد الأعظم من الثروات العالميّة، وأوضح التقرير أن إجمالي الثروات التي يمتلكها المسيحيون تصل إلى 107.280 مليار دولار، ما يمثل أكثر من 55% من الثروات العالمية.

### أوقيانوسيا

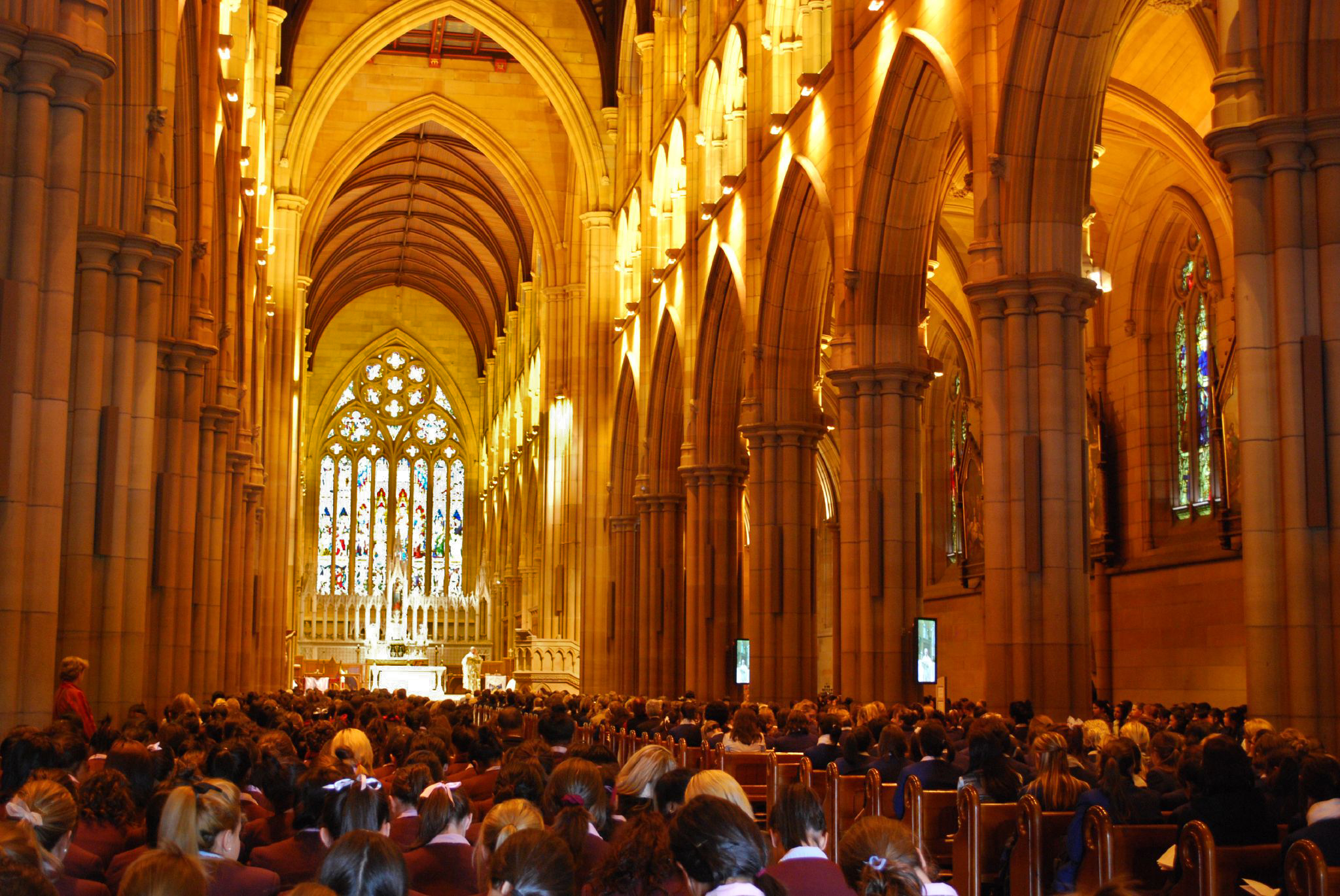
مسيحيين أسترالييّن يؤدون الصلوات في كاتدرائية مريم العذراء في سيدني، أستراليا 2008.

المسيحيين هم المجموعة الدينية الأكبر في أوقيانوسيا وتصل أعدادهم إلى 25,754,000 نسمة ويشكلون حوالي 73.36% من سكان أوقيانوسيا، و1.19% من مسيحيي العالم، المسيحيون في أوقيانوسيا يتناصفون بين كاثوليك وبروتستانت. أكبر الدول مسيحية في أوقيانوسيا هي أستراليا، بابوا غينيا الجديدة ونيوزيلاندا.
غالبيّة شعوب المنطقة من السكان الأصليين دخلت المسيحية حديثًا وذلك بجهود الإرساليّات التبشيرية. أمّا في أستراليا ونيوزيلاندا فقد تعزز الوجود المسيحي بفضل موجات المهاجرين الإنكليز والاسكتلندين والألمان والإسكندنافيين والإيطاليين والأيرلنديين وغيرهم من الشعوب المسيحية الأوروبية التي هاجرت إلى هذه الدول.
يعتنق 70.1% من سكان أستراليا ونيوزيلاندا الديانة المسيحيّة؛ تاريخيّا كانت الكنيسة الأنجليكانية أكبر الكنائس في أستراليا ونيوزيلاندا وذلك بسبب ارتباط الدولتين إثنيًا وثقافيّا وتاريخيّا ولغويّا مع المملكة المتحدة؛ ولدى كل من أستراليا ونيوزيلاندا أقليّة كبيرة من أتباع الكنيسة الرومانية الكاثوليكية من ناحية العدد والنسبة ويعود أصول أغلب كاثوليك أستراليا ونيوزيلاندا إلى أصول إيرلنديّة وإسكتلنديّة وإيطاليّة.
يعتنق 92.1% من سكان جزر ميلانيزيا الديانة المسيحيّة؛ وتتصدر المذاهب البروتستانتيّة كأكبر الطوائف المسيحيّة في جزر ميلانيزيا ويُعتبر مذهب الميثوديّة أكبر المذاهب المسيحيّة في جزر ميلانيزيا. وتشكّل المسيحيّة نسبة 93.1% من السكان في مجموعة جزر مايكرونيزيا، أكثر من نصف المسيحيين (60%) في مجموعة جزر مايكرونيزيا هم من الكاثوليك في حين أن النسبة الباقية هي من نصيب الطوائف البروتستانتيّة. ويعتنق 96.1% من سكان مجموعة جزر بولنيزيا الديانة المسيحية؛ أكثر من نصف المسيحيين (52.6%) في مجموعة جزر بولنيزيا هم من البروتستانت بالأخص أتباع مذهب الأبرشانيّ في حين أنّ النسبة المتبقيّة من نصيب الكنيسة الرومانية الكاثوليكية.

### الشرق الأوسط وشمال أفريقيا

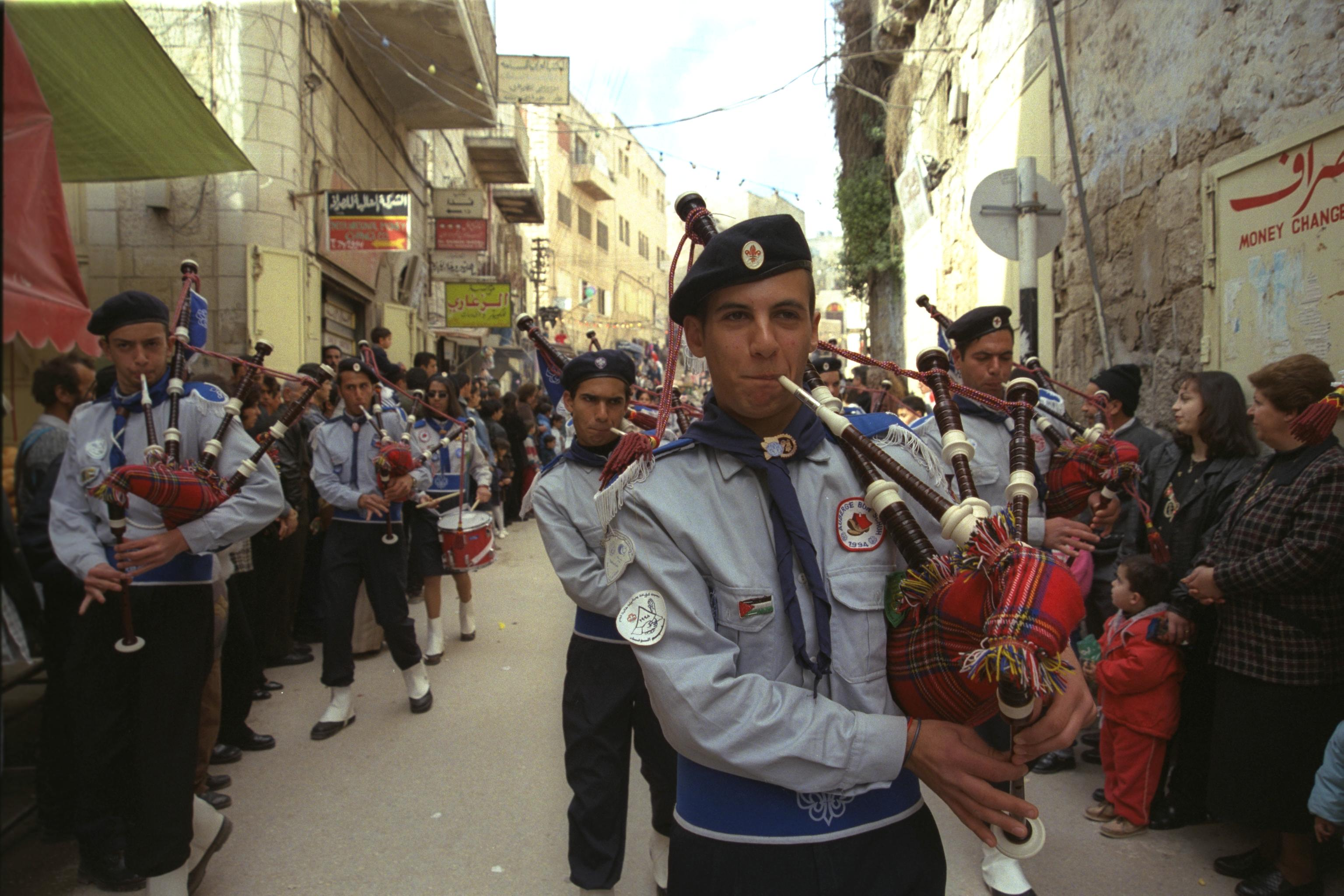
مسيحيون فلسطينيون في بيت لحم؛ وهم من أقدم الجماعات المسيحية في العالم.

تعتبر منطقة الشرق الأوسط مهد المسيحية، وكانت هي الديانة الرئيسية في المنطقة منذ القرن الرابع وحتى الفتوحات الإسلامية. اليوم تصل نسبة المسيحيين حوالي 5% وذلك مقارنة ب20% في أوائل القرن العشرين.
يعيش اليوم في الشرق الأوسط وشمال أفريقيا مسيحيين عرب سواءً عن طريق النسب العربي أو بحكم انتشار العروبة كلغة وثقافة وهوية، بالإضافة أيضًا إلى الوجود التاريخي لكل من السريان والأرمن والوجود الحديث للأثيوبيين والإريتريين والهنود وسواهم من الجاليات الوافدة سيّما على دول الخليج العربي.
وتشكل مصر أكبر تجمّع داخل الوطن العربي في حين يشكل لبنان التجمع الأعلى من حيث النسبة؛ هناك تواجد ملحوظ للمسيحيين في سوريا والأردن وفلسطين والعراق كما تضم بعض البلدان المجاورة مثل إسرائيل وتركيا وإيران تجمعات من المسيحيين، كما ويوجد أكثر من مليوني مسيحي في جنوب السودان، لكن لا يحسب هؤلاء ضمن سكان الشرق الأوسط. ويتواجد أيضًا في بعض دول الخليج العربي مثل الكويت والبحرين أقليات مسيحية من السكان المحليين كما ويتواجد في كافة دول الخليج العربي جاليات مسيحية كبيرة وفدت للعمل، وكذلك الأمر في دول المغرب العربي في شمال أفريقيا، حيث تتواجد تجمعات من المسيحيين غالبيتهم من أصول أوروبية، بالإضافة إلى تواجد جماعات مسيحية محليّة وهي إما عربية أو أمازيغية أكثرها من معتنقو المسيحية.

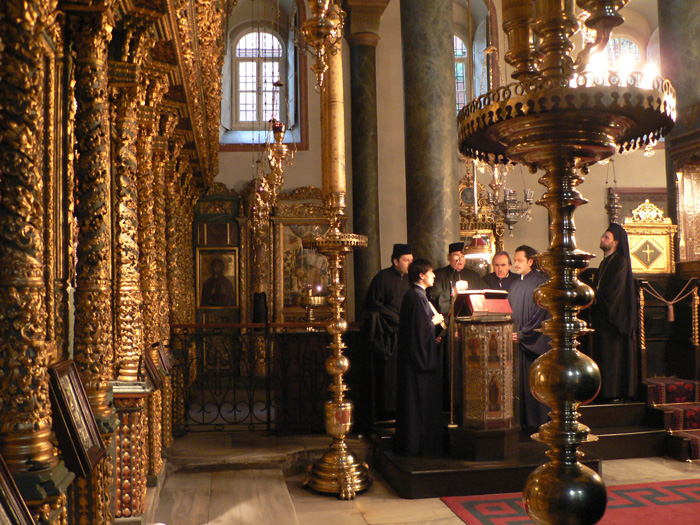
رهبان أرثوذكس يصلون في كنيسة القديس جرجس في إسطنبول، تركيا.

عدد المسيحيين في الشرق الأوسط آخذ في الانخفاض بسبب عوامل منها انخفاض معدلات المواليد مقارنة مع المسلمين والهجرة واسعة النطاق بسبب الاضطهادات ومعاداة المسيحية، قابلهُ ازدياد عدد المسيحيين في مجلس تعاون الخليج العربي مع توافد إلى هذه الدول أعداد كبيرة من المغتربين المسيحيين حول العالم، أما المغترب المسيحي الشرق أوسطي الذي نشط في القرنين الثامن عشر والتاسع عشر وتسارع مع نوائب القرنين العشرين والحادي والعشرين أبرزها غزو العراق، فهو ممتد من أستراليا إلى أوروبا وأمريكا الشمالية ونظيرتها الجنوبية. وقد سطع أيضًا نجم عدد وافر من الشخصيات المسيحية المشرقية في الشرق الأوسط والمهجر في مناصب سياسية واقتصادية بارزة، كما ولا يزال للطوائف المسيحية، دور بارز في المجتمع العربي، لم ينقطع، لعلّ أبرز مراحله النهضة العربية في القرن التاسع عشر، ومسيحي الشرق الأوسط هم أغنياء نسبيًا، ومتعلمين، ومعتدلين سياسيًا، كما لهم اليوم دور فاعل في مختلف النواحي الاجتماعية والاقتصادية والسياسيّة.
حسب إحصائيّة مركز الأبحاث الأميركي بيو لعام 2011 يُشّكل الكاثوليك (الأغلبيّة تنتمي إلى الكنائس الكاثوليكية الشرقية) حوالي 43.5% من مجمل مسيحيين الشرق الأوسط، بينما الأرثوذكس (الأغلبيّة أرثوذكسية مشرقية) يُشّكلون 43.0% من مسيحيين الشرق الأوسط، أما البروتستانت فنسبتهم حوالي 13.5% من مجمل المسيحيين في الشرق الأوسط.
لا تزال هناك مجتمعات قديمة كبيرة عريقة من مسيحيي الشرق الأوسط يَقطنون في لبنان، وسوريا، والعراق، وإيران، وتركيا، والأردن، وإسرائيل، وفلسطين حيث يبلغ عددهم أكثر من 3 ملايين مسيحي. ويسكُن في مصر ودول المغرب العربي أكثر من 8 ملايين مسيحي؛ وتسود بين مسيحيين مصر وليبيا الكنيسة القبطية الأرثوذكسية في حين تسود كل من الكنيسة الرومانية الكاثوليكية والبروتستانتية بين مسيحيي الجزائر، وتونس والمغرب. ويبلغ أعداد الجاليات المسيحيّة الوافدة في شبه الجزيرة العربية أكثر من 3 ملايين نسمة، ويقطن في المملكة العربية السعودية أكبر جالية مسيحية من حيث عدد السكان في الخليج العربي يليها كلاً من الإمارات والكويت.

## الطوائف

### مسيحية غربية

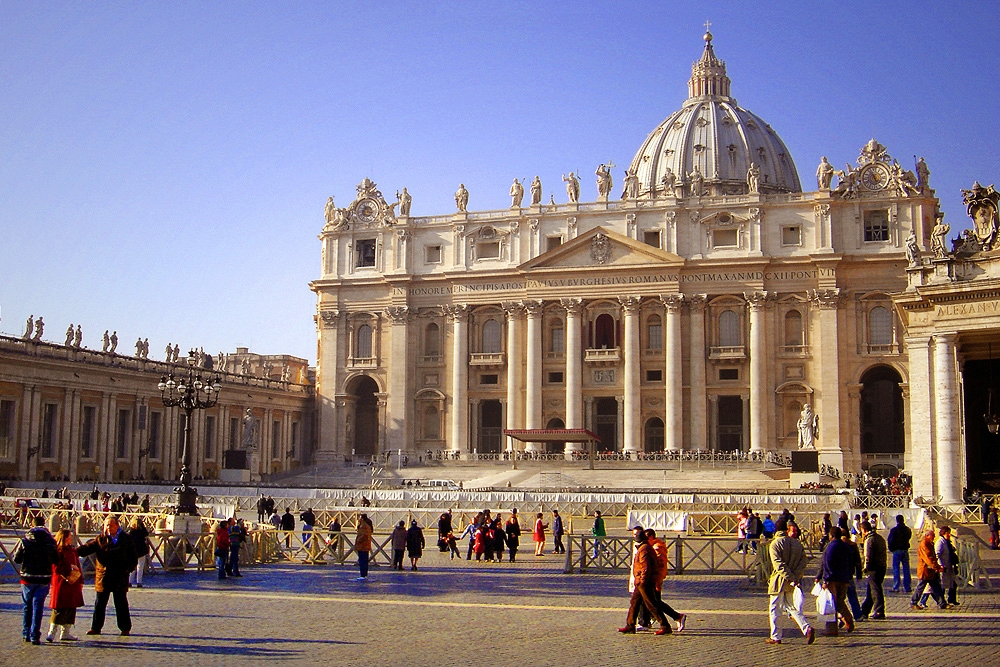
كاتدرائية القديس بطرس في الفاتيكان مركز القوّة الروحيّة الأكثر تأثيرًا في العالم الغربي.

الطوائف المسيحية الغربية هي كنائس تتبع تراث وعقائد الكنائس الغربية الممثلة بالكنيسة الرومانية الكاثوليكية والأنجليكانية (والتي تعتبر أحيانًا جزءًا من البروتستانتية) والبروتستانتية، ويقابلها من الجهة الأخرى المسيحية الشرقية. المسيحية الغربية هي التراث الديني لمعظم المسيحيين في جميع أنحاء العالم.
تطورّت المسيحيّة الغربيّة في العالم الغربي وبالتالي هي الشكل المسيحي السائد في غرب وشمال ووسط وجنوب القارة الأوروبيّة وهي الشكل المسيحي المهيمن في شمال أفريقيا قديمًا فضلًا عن أفريقيا الجنوبية وجميع أنحاء أستراليا ونصف الكرة الأرضية الغربي.
حتى القرن السادس عشر كان المصطلح جغرافيًا يصف حقيقة فعلية، لكن عقب افتتاح عصر الاكتشاف نشطت الإرساليّات والمبشريّن المسيحيين الغربيين في العالم الجديد، أفريقيا جنوب الصحراء، الشرق الأدنى واقيانوسيا فأضحت الكنائس المسيحية الغربية كنائس كونيّة.
اليوم لم تعد الأوصاف الجغرافيا للمسيحية (شرقية وغربية) تمثل حقيقة فعلية على أرض الواقع، وذلك بسبب الهجرات الكثيرة التي قام بها المسيحيون الشرقيون باتجاه الغرب وبالعكس، بالإضافة لحركات التبشير العالمية التي قامت بها الكنائس المختلفة خلال القرون الخمسة الأخيرة وعلى الأخص الكاثوليكية.
تاريخيًا ارتبطت المسيحية الغربية مع المصطلح جيوسياسية «الغرب المسيحي»، ويعود ذلك بشكل أساسي إلى الدور الذي لعبته الكنائس المسيحية الغربية في تشكيل ملامح الحضارة الغربية، والدور الذي لعبه الغرب في نشر المسيحية وتشكيل تاريخها.

#### الكنيسة الرومانية الكاثوليكية

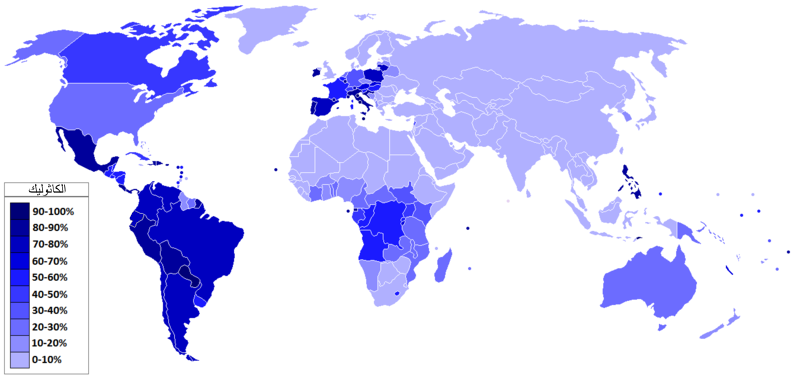
الكاثوليكية بحسب انتشارها في دول العالم.

الكنيسة الرومانية الكاثوليكية (باللاتينية: Ecclesia Catholica Romana) هي أكبر الكنائس المسيحية حيث يصل عدد أتباعها بحوالي 1.13 مليار نسمة، رأسها هو البابا أسقف روما وبحسب تقليدها الكنسي خليفة بطرس تلميذ يسوع المسيح. لقبها الرسمي هو الكنيسة المقدسة الكاثوليكية الرسولية. مثلت هذه الكنيسة القوة الروحية الأساسية في تاريخ الحضارة الغربية، إلى جانب الأرثوذكسية الشرقية والبروتستانتية. تتبعها في الشرق كنائس عديدة في شركة كاملة معها تعرف بالكنائس الكاثوليكية الشرقية. على مر القرون طورت الكنيسة الكاثوليكية منظومة لاهوتية معقدة وثبتت بنية إدارية فريدة تحكمها البابوية أقدم ملكية مطلقة مستمرة في العالم. البابا الحالي هو البابا فرنسيس.
وتقوم الكنيسة بإدارة المدارس والجامعات والمستشفيات والملاجئ ودور العجزة في تلك البلدان. وكوَّن الكاثوليك في بعض الأقطار التي تسكنها غالبية كاثوليكية أحزابًا سياسية قوية. وكان للكنيسة الكاثوليكية أثر كبير في تاريخ أوروبا السياسي والثقافي والأدبي والفني.
وجدت الدراسة التي أعدّها «مركز (بيو) حول الدين والحياة العامة» لعام 2011 أنّ المسيحية الكاثوليكية تأتي في مقدمة الطوائف المسيحية وهم حوالى حوالي 1.13 مليار نسمة (17.33% من البشرية، 51.4% من المسيحية). يشكل المنتمين إلى الطقس اللاتيني الغالبيّة العظمى من أتباع الكنيسة الكاثوليكية وتصل أعدادهم إلى 1.1 مليار نسمة.

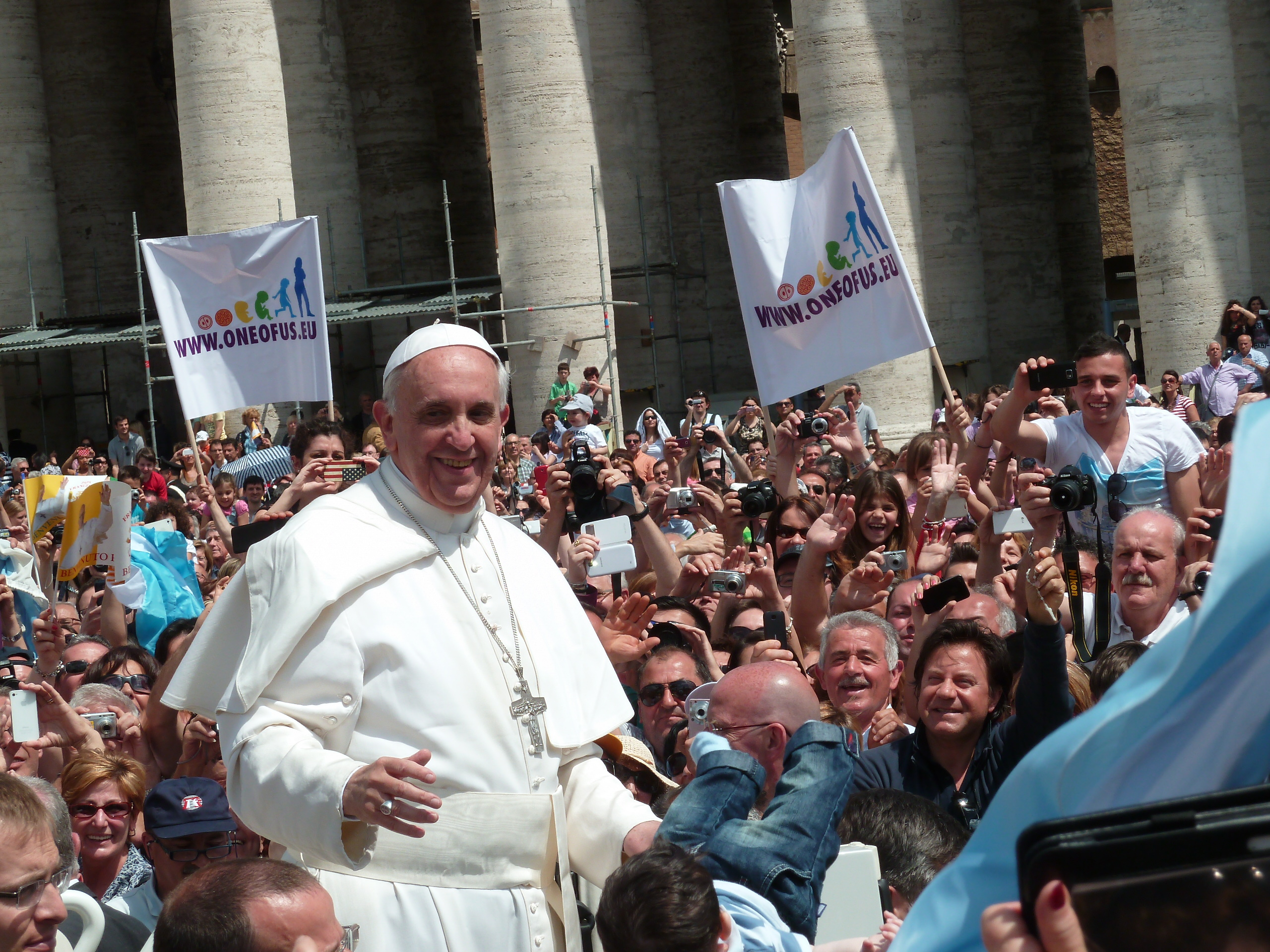
البابا فرنسيس محاط بحشد كاثوليكي في ساحة القديس بطرس.

تتصدّر البرازيل قائمة أكبر عدد سكان في العالم من الكاثوليك (حوالي 134 مليون). تحوي البرازيل وحدها على عدد من الكاثوليك بشكل أكبر مما في إيطاليا وفرنسا وإسبانيا مجتمعة. يُذكر أن أكبر عشرة دول الكاثوليكية من حيث عدد السكان تحتوي على أكثر من نصف (56%) من الكاثوليك في العالم.
معظم البلدان التي لديها أكبر عدد من السكان الكاثوليك لديها أغلبية الكاثوليكية. على من الرغم من أنّ الولايات المتحدة لديها رابع أكبر عدد من السكان الكاثوليك في العالم الا أنّ نسبة الكاثوليك في البلاد هي 24%. هناك 67 بلدًا في العالم فيه الكاثوليك يشكلّون غالبية السكان.
يقطن حوالي نصف كاثوليك العالم في الأمريكتين (حوالي 40% يتواجدون في أمريكا اللاتينية)، في حين أنّ 24% من كاثوليك العالم موجودون في أوروبا، خصوصًا في جنوب وغرب أوروبا، وتحوي القارة الأفريقية 16.1% من كاثوليك العالم. أمّا آسيا وأوقيانوسيا فتحوي 12.0% من الكاثوليك في العالم. أما في الشرق الأوسط فيعيش فيها 0.5% من كاثوليك العالم ويقطنون بشكل خاص في لبنان، وإسرائيل، وسوريا، ودول الخليج العربي ودول المغرب العربي.
حقَّقت الكنيسة الرومانية الكاثوليكية نجاحًا كبيرًا في العالم الجديد. وتحولت أمريكا الجنوبية إلى قارة كاثوليكية بامتياز في حين ان كندا والولايات المتحدة تعزز فيها الوجود الكاثوليكي بفعل موجات الهجرة الأوروبية الكاثوليكية خاصًة من إيطاليا وأيرلندا. استطاع الكاثوليك نشر عقيدتهم في آسيا يحيث تملك اليوم تجمعات كاثوليكية ذات شأن في الفلبين، وفييتنام، والصين، واليابان والهند وغيرها من الدول.
تغطي كل من اللغة الإسبانية، البرتغالية، الفرنسية، الإنكليزية، الفلبينية، الإيطالية والبولندية نسبة كبيرة من اللغات المنتشرة بين كاثوليك العالم.
|         |                  |            |         |                             |            |         |           |            |
| الترتيب | الدولة           | عدد السكان | الترتيب | الدولة                      | عدد السكان | الترتيب | الدولة    | عدد السكان |
| 1       | البرازيل         | 134 مليونًا | 6       | كولومبيا                    | 38 مليونًا  | 11      | الأرجنتين | 31 مليونًا  |
| 2       | المكسيك          | 96 مليونًا  | 7       | فرنسا                       | 35 مليونًا  | 12      | بيرو      | 27 مليونًا  |
| 3       | الفلبين          | 76 مليونًا  | 8       | بولندا                      | 35 مليونًا  | 13      | فنزويلا   | 25 مليونًا  |
| 4       | الولايات المتحدة | 74 مليونًا  | 9       | إسبانيا                     | 35 مليونًا  | 14      | ألمانيا   | 24 مليونًا  |
| 5       | إيطاليا          | 50 مليونًا  | 10      | جمهورية الكونغو الديمقراطية | 32 مليونًا  | 15      | نيجيريا   | 24 مليونًا  |

#### البروتستانت

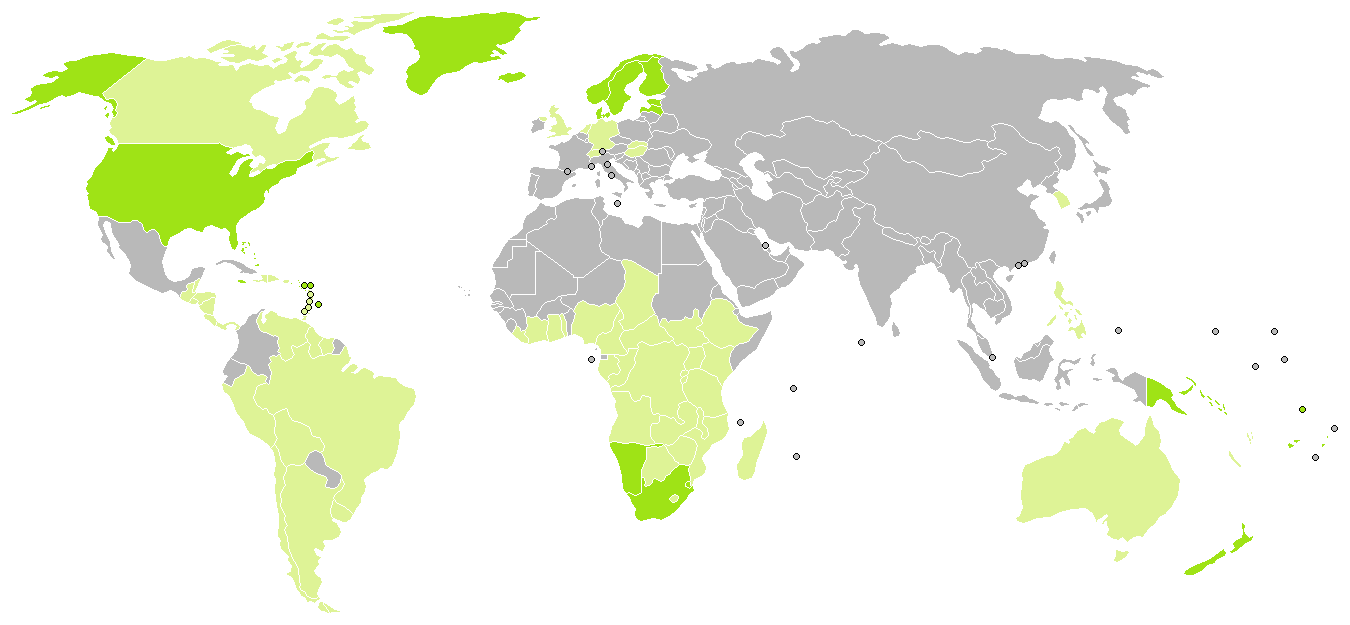
انتشار البروتستانت في العالم (بالإضافة إلى الأنجليكانية)
الديانة السائدة (أكثر من 50%)
أقلية دينية كبيرة (أكثر من 10%)

البروتستانتية هي أحد ثاني أكبر مذاهب الدين المسيحي. يتواجد نحو 800 مليون بروتستانتي حول العالم من بين 2.5 مليار مسيحي أي حوالي 37% من مسيحيي العالم، يتوزع البروتستانت بالمجمل على سبعة عائلات وهي الأدفنست، والأنجليكانيّة، والمعمدانيّة، وكنائس الإصلاح، واللوثرية، والميثودية والخمسينية.
سبّب الإصلاح البروتستانتي، انقسام المسيحية الغربية ونقطة بداية البروتستانتية، التي ولدت في أوروبا في القرن السادس عشر. وعلى الرغم من أنّ أوروبا هي مهد ومنشأ البروتستانتية فاثنين فقط من بين أكبر عشرة دول تضم أكبر عدد من البروتستانت هي دول أوروبيّة.
يعيش في الولايات المتحدة أكثر عدد من البروتستانت ففي حوالي 160 مليون بروتستانتي ويشكلون 20% من إجمالي البروتستانت جميع أنحاء العالم. في حين تحتل نيجيريا المرتبة الثانية، مع ما يقرب من 60 مليون بروتستانتي ويشكّل هؤلاء نسبة 7% من مجمل البروتستانت في جميع أنحاء العالم. وتحتل الصين المرتبة كثالث أكبر تجمع بروتستانتي في العالم بحوالي 58 مليون، وذلك على الرغم من أن البروتستانت يشكلّون أقل من 5% من إجمالي عدد السكان في الصين.
يُشّكل البروتستانت الأغلبية السكانيّة في 49 بلدًا. على الرغم من الروابط التاريخية بين أوروبا والبروتستانتية، فان فقط 13% يقطنون في أوروبا خاصًة في أوروبا الشمالية في حين يعيش حوالي 37% من بروتستانت العالم في أفريقيا جنوب الصحراء وحوالي 33% في الأمريكتين ويعيش في كل من آسيا وأوقيانوسيا 17% من البروتستانت في العالم.

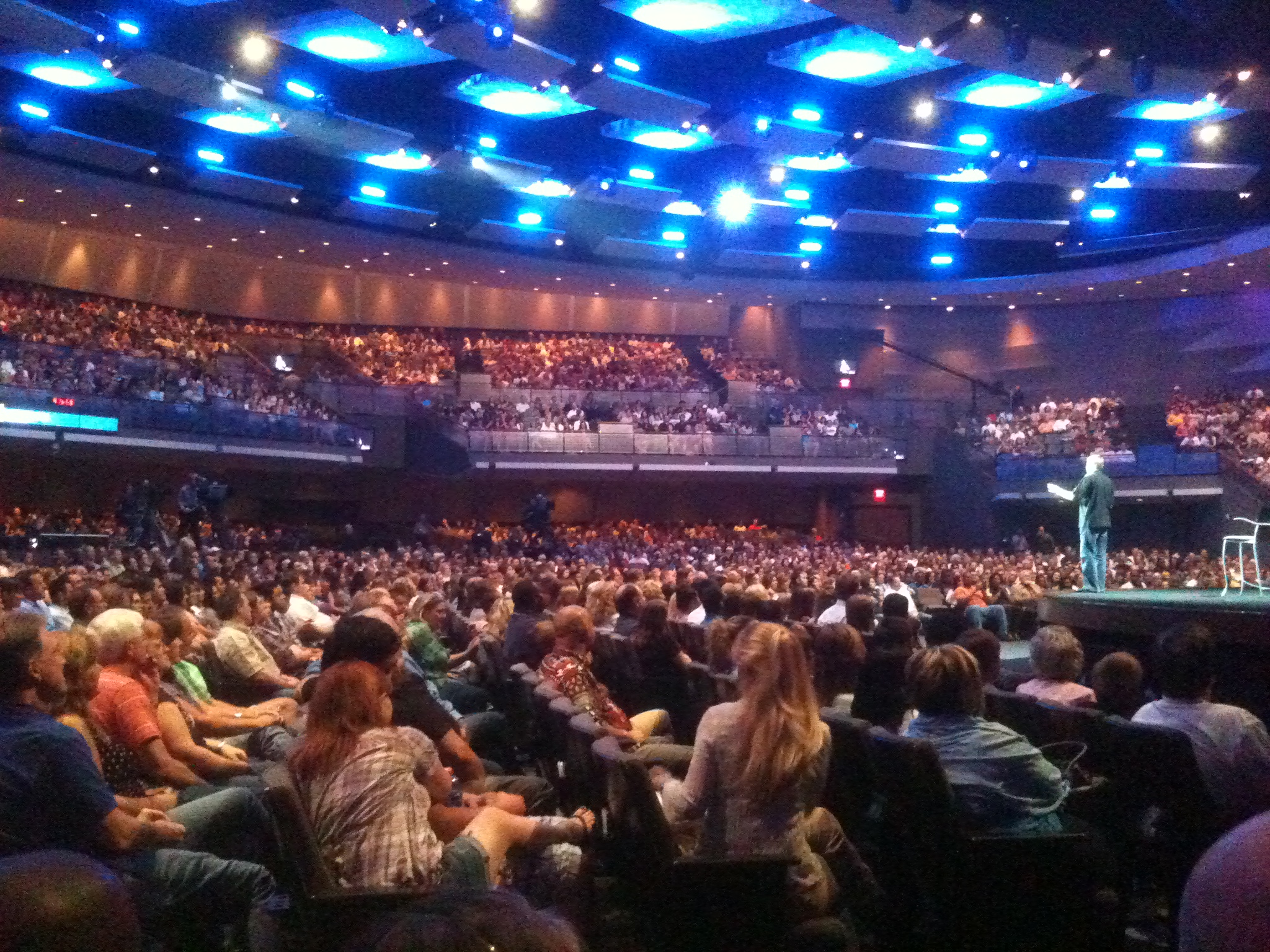
أداء صلوات في كنيسة إنجيليّة في تكساس.

تتصدر الكنيسة المعمدانية أكبر المذاهب البروتستانتية وذلك بحوالي 100 مليون، ويتواجد أغلب أتباعها في أمريكا الشمالية، وأفريقيا وآسيا.
تعتبر الكنيسة الأنجليكانية وفقًا لإحصائيات مختلفة ثاني أكبر المذاهب البروتستانتية ويعتنقها 85 مليون شخص وهي المذهب الغالب في المملكة المتحدة وتشكل المذهب الرئيسي لجزء كبير من السكان في دول مختلفة منها كندا، وأستراليا، ونيوزيلندا، وجنوب أفريقيا فضلًا عن عدد من الدول الأفريقية وجزر الكاريبي.
يبلغ عدد أتباع المذهب اللوثري حوالي 70 مليون شخص، تشكل اللوثرية الديانة الغالبة في ألمانيا والدول الإسكندنافية ونامبيا ولها حضور تاريخي ذو شأن في إستونيا ولاتفيا؛ وعلى الرغم من أن نامبيا هي الدولة الوحيدة ذات الغالبيّة اللوثريّة خارج القارة الأوروبية الا أن اللوثرية تنتشر أيضًا في كافة أنحاء دول العالم. يصل عدد المنتمين إلى مذهب الميثودية حوالي 70 مليون، العدد الأكبر منهم متمركز في أمريكا الشماليّة وأفريقيا وآسيا ويُذكر أن تونغا الدولة الوحيدة في العالم فيها الميثودية هي الديانة السائدة. الكنائس كالفينية أو الإصلاحيّة، وهي كنائس تتبنّى لاهوت المصلح الفرنسي جان كالفن يعتنقها حوالي 75 مليون نسمة، لها حضور تاريخي وثقافي ذو شأن في سويسرا وهولندا واسكتلندا فضلًا عن الولايات المتحدة ولهذا المذهب قاعدة اجتماعية عريضة راسخة في الطبقات الوسطى والعليا ذات النفوذ الاقتصادي والسياسي والثقافي في الولايات المتحدة، وهي من المذاهب الرئيسية للواسب فضلًا هناك حضور مميز للكالفينية في إندونيسيا وكوريا الجنوبية ودول شتى في أوقيانوسيا. أمّا الأدفنتست فتصل أعدادهم إلى حوالي 17 مليون ويتوزعون بشكل رئيسي في الولايات المتحدة وأفريقيا ودول أمريكا الجنوبية.
المذاهب التي ذكرت سابقًا هي جزء من المذاهب التقليدية والتاريخية في حين أنّ تقدر عدد أتباع التيّارات الإنجيلية بحوالي 285 مليون، وتشمل الكنائس الخمسينية والتي يبلغ عدد أتباعها حوالي 280 مليون. يتوزعون في كافة أنحاء العالم وبشكل خاص في أمريكا الجنوبية وأفريقيا وآسيا.

##### أكبر التجمعات البروتستانتية
- على اليمين: قائمة البلدان العشرة الأوائل الأمريكية التي تحوي أكبر عدد من البروتستانت. القائمة على اليمين أُخذت من دراسة قام بها معهد بيو في 2011.
- على اليسار: قائمة البلدان العشرة الأوائل الأمريكية التي لديها أعلى نسب مئوية للسكان البروتستانت.

| مرتبة | دولة                        | عدد البروتستانت | % نسبة البروتستانت | دولة                    | % نسبة البروتستانت | عدد البروتستانت |
| ----- | --------------------------- | --------------- | ------------------ | ----------------------- | ------------------ | --------------- |
| 1     | الولايات المتحدة            | 159,850,000     | 51.5%              | توفالو                  | 99.0%              | 11,450          |
| 2     | نيجيريا                     | 59,68,000       | 37.7%              | الدنمارك                | 91.0%              | 4,943,425       |
| 3     | الصين                       | 58,040,000      | 4.3%               | آيسلندا                 | 91.0%              | 270,031         |
| 4     | البرازيل                    | 40,500,000      | 20.8%              | النرويج                 | 90.0%              | 4,133,737       |
| 5     | جنوب إفريقيا                | 36,550,000      | 72.9%              | السويد                  | 86.0%              | 7,741,526       |
| 6     | المملكة المتحدة             | 33,820,000      | 54.5%              | أنتيغوا وباربودا        | 86.1%              | 59,101          |
| 7     | جمهورية الكونغو الديمقراطية | 31,705,000      | 48.1%              | فنلندا                  | 85.0%              | 4,445,149       |
| 8     | ألمانيا                     | 28,64,000       | 34.8%              | سانت كيتس ونيفيس        | 83.9%              | 32,335          |
| 9     | كينيا                       | 24,160,000      | 59.6%              | سانت فينسنت والغرينادين | 77.6%              | 90,501          |
| 10    | الهند                       | 18,860,000      | 1.5%               | جزر البهاما             | 77.0%              | 229,360         |

#### طوائف مسيحية أخرى

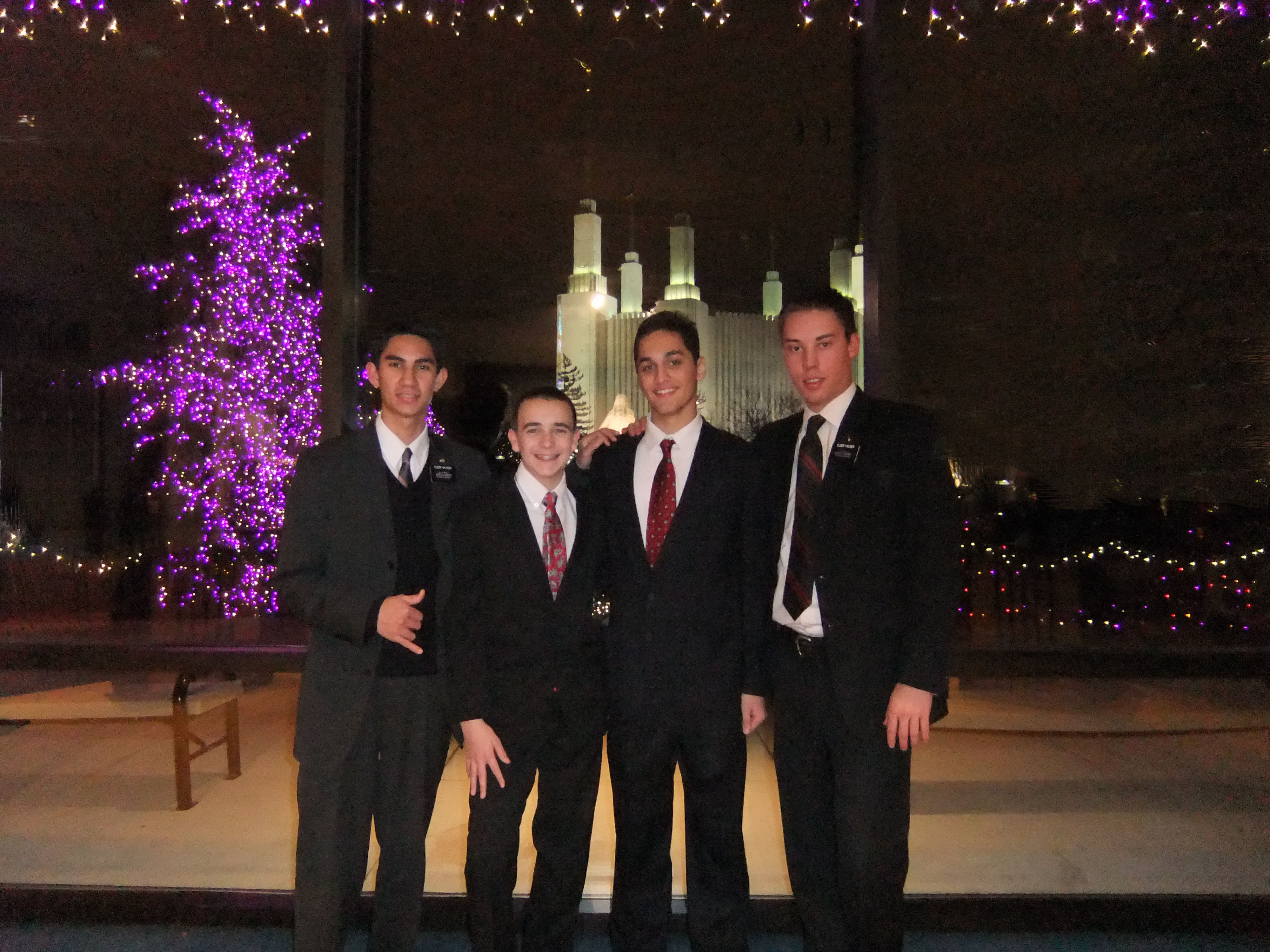
مبشرون مورمون؛ ينشط أتباع المورمونية في العمل التبشيري.

هناك حوالي 28 مليون مسيحي في العالم الذين لا ينتمون إلى التقاليد المسيحية الثلاثة الكبرى . ويشكّل هؤلاء حوالي 1% من نسبة السكان المسيحيين في العالم.
هذه الطوائف عبارة عن مجموعة من الكنائس المستقلة والمنفصلة عن بعضها البعض ولها معتقدات متفاوتة، بعضها تنكر ألوهة المسيح وترى أنه كائن روحي أشبه بالله. أكبر الطوائف التي تتبع هذا التصنيف هي كنيسة يسوع المسيح لقديسي الأيام الأخيرة وشهود يهوه والتوحيدية ومسيحيون بلا طائفة. وفقًا لدراسة معهد بيو تعتبر الولايات المتحدة موطن ل37% من المسيحيين الآخرين، على الرغم من أن حوالي 3% من الأمريكيين ينتمون إلى هذه المجموعات. حوالي ثلثي (67%) المسيحيين الآخرين يعيشون في 10 بلدان التي تحوي على أكبر عدد من المسيحيين الآخرين.
يعيش غالبية المسيحيين الآخرين في الأمريكتين (63%). وتعيش أعداد من فئة المسيحيين الآخرين في أفريقيا جنوب الصحراء (17%)، وأوروبا (11%) ومنطقة آسيا والمحيط الهادئ (9%). يعيش أقل من 1% من المسيحيين الآخرين في الشرق الأوسط وشمال أفريقيا.

### مسيحية شرقية

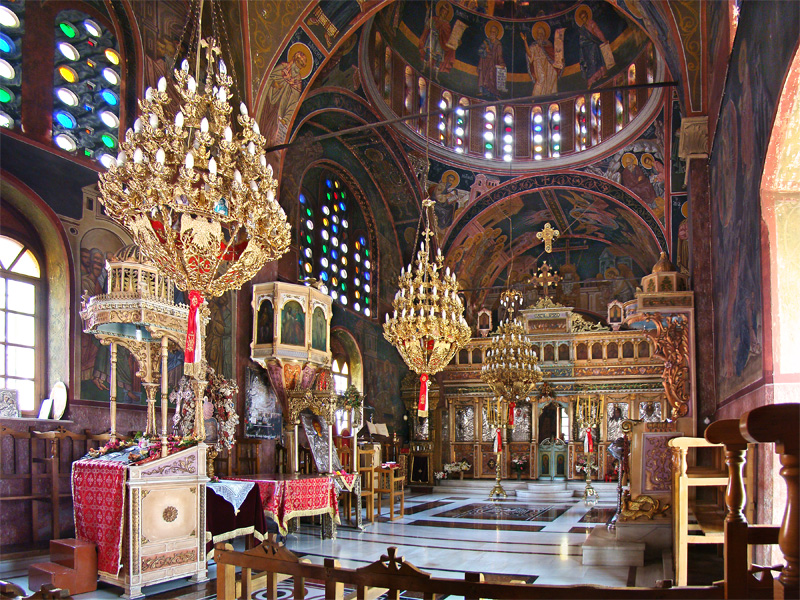
داخل كنيسة أرثوذكسيّة في جزيرة رودس؛ ينتمي المسيحيين الشرقيين لتراث وتقاليد مسيحيّة شرقيّة عريقة.

المسيحية الشرقية وتمثلها بشكل شامل الكنائس المنتشرة في اليونان وروسيا والبلقان وأوروبا الشرقية وآسيا الصغرى والشرق الأوسط وشمال شرق أفريقيا وجنوبي الهند. وتشير كمصطلح إلى كل ما حملته وتحمله هذه الكنائس من تراث وتقليد مسيحي على مدى العصور. ويقابلها من الجهة الأخرى التقليد المسيحي الغربي والممثل بالكنائس الكاثوليكية والبروتستانتية الغربية.
وقد تشاركت الكنائس الشرقية بالتقليد الديني ولكنها انقسمت على نفسها خلال القرون الأولى للمسيحية وذلك بسبب خلافات عقائدية كرستولوجية ولاهوتية بالإضافة لأسباب سياسية.
وهي اليوم متوزعة ضمن ثلاث عوائل: الكنائس الأرثوذكسية الشرقية، والكنائس المشرقية، والكنائس الكاثوليكية الشرقية بالإضافة لكنيستين انحدرتا من كنيسة المشرق التاريخية، وهما الكنيسة المشرقية الآشورية وكنيسة المشرق القديمة.
وعلى الرغم من الاختلافات اللاهوتية والعقائدية بين هذه الفئات، إلا أنها تتشابه فيما بينها في الممارسات التقليدية والتي تختلف وتتميز بها عن الكاثوليكية والبروتستانتية في الغرب.

#### أرثوذكس شرقيون

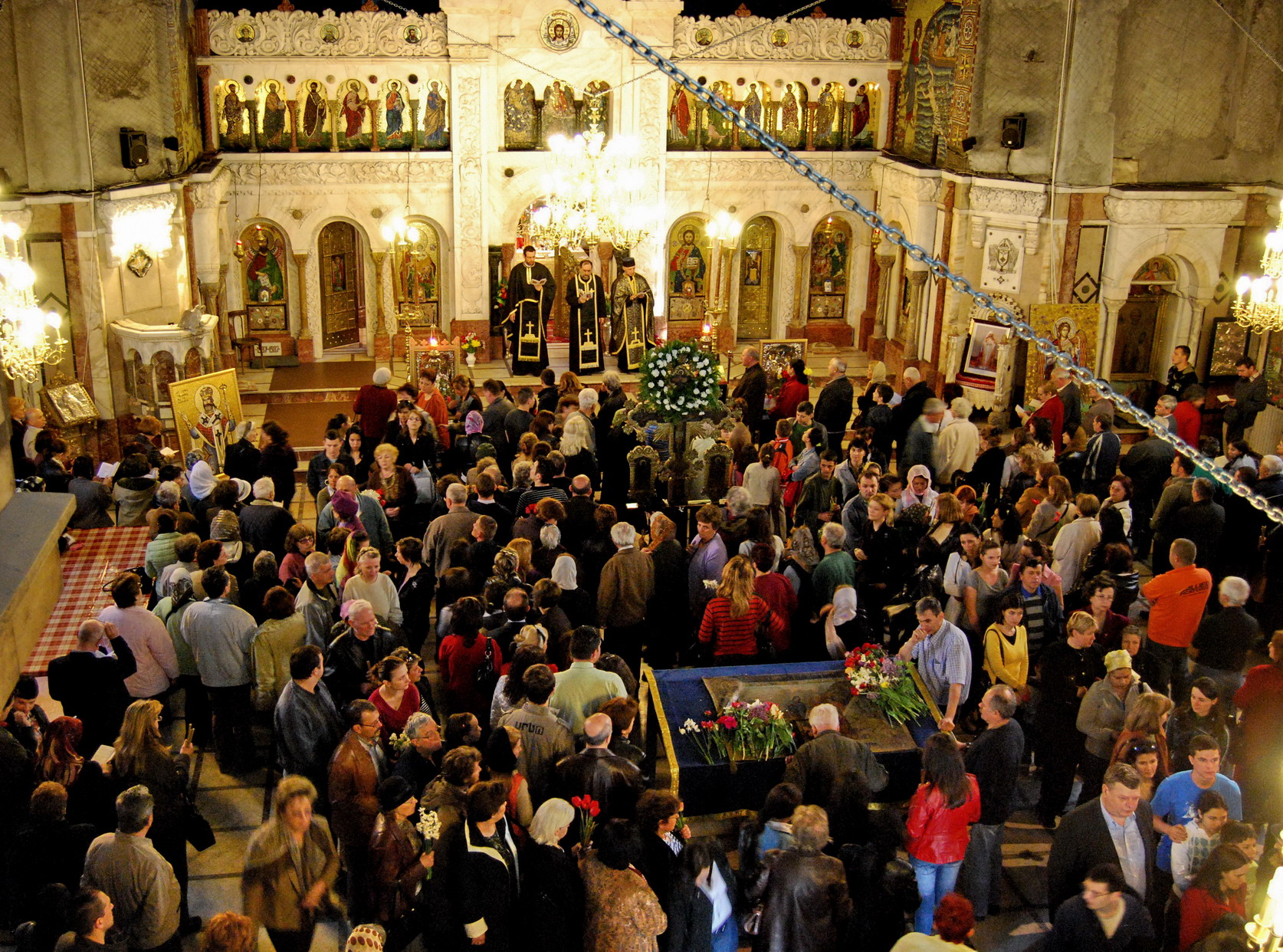
مسيحيون أرثوذكس خلال تأدية صلوات الجمعة الحزينة.

المسيحية الأرثوذكسية هي مذهب يُرجع جذوره بحسب أتباعه إلى المسيح والخلافة الرسولية والكهنوتية. وكانت المسيحية كنيسة واحدة حتى الانشقاق الذي حصل بين الكنيسة الغربية وهي الكنيسة الرومانية الكاثوليكية والشرقية وهي بطريركية القسطنطينية المسكونية.
وهي ثاني أكبر الكنائس المسيحية بعد الكنيسة الكاثوليكية في العالم؛ بالمقابل تتخطى المذاهب البروتستانتية مجتمعة الكنيسة الأرثوذكسية، وتتراوح أعداد أتباع الأرثوذكسية الشرقيين بين 223 مليونًا و300 مليون.
ما يقرب من أربعة من كل عشرة مسيحيين أرثوذكس في جميع أنحاء العالم (39%) يقيمون في روسيا، وهو أكبر بلد أرثوذكسي في العالم. على الرغم من أن تركيا هي مقر بطريركية القسطنطينية المسكونية، أي مركز المسيحية الأرثوذكسية فعدد المسيحيين الأرثوذكس فيها صغيرة نسبيًا (حوالي 180,000 يشمل الرقم الأرثوذكس المشرقيين).
معظم البلدان التي تضم أعدادًا كبيرة من المسيحيين الأرثوذكس فيها أغلبية الأرثوذكسية، المسيحيين الأرثوذكس يشكلون الغالبية العظمى في 12 بلدًا. يذكر أنه تنتشر أقليات أرثوذكسية شرقية ذات شأن في ألبانيا، والبوسنة والهرسك، وجمهورية كوسوفو، وإستونيا، وكازاخستان، أوزبكستان، وقيرغيزستان، وطاجيكستان، وتركمانستان، والأردن، وسوريا ولبنان.
ينتشر الأرثوذكس بشكل خاص في أوروبا الشرقية حيث الغالبية هناك أرثوذكسية. ويعيش بالمجمل 76.9% من الأرثوذكس في أوروبا، ويتواجد 6.7% من أرثوذكس العالم في تركيا ووسط آسيا والشرق الأوسط، أمّا الأمريكتين ففيها 1% من مجمل الأرثوذكس.
تعتبر بطريركية موسكو أكبر الكنائس الأرثوذكسية في العالم ويبلغ عدد أتباعها 150 مليون. ومن ثم بطريركية رومانيا ويبلغ عدد أتباعها 18.8 مليون. وبطريركية صربيا ويبلغ عدد أتباعها 11 مليون. ومن ثم كنيسة اليونان ويبلغ عدد أتباعها 11 مليون. وبطريركية بلغاريا حيث يبلغ عدد أتباعها 10 مليون.
|         |          |            |         |         |            |         |              |            |
| الترتيب | الدولة   | عدد السكان | الترتيب | الدولة  | عدد السكان | الترتيب | الدولة       | عدد السكان |
| 1       | روسيا    | 101 مليونًا | 6       | بلغاريا | 6 مليونًا   | 11      | قبرص         | 625 ألفًا   |
| 2       | أوكرانيا | 35 مليونًا  | 7       | بيلاروس | 6 مليونًا   | 12      | الجبل الأسود | 450 ألفًا   |
| 3       | رومانيا  | 19 مليونًا  | 8       | جورجيا  | 4 مليونًا   |         |              |            |
| 4       | اليونان  | 10 مليونًا  | 9       | مولدوفا | 3 مليونًا   |         |              |            |
| 5       | صربيا    | 7 مليونًا   | 10      | مقدونيا | 1 مليون    |         |              |            |

#### أرثوذكس مشرقيون

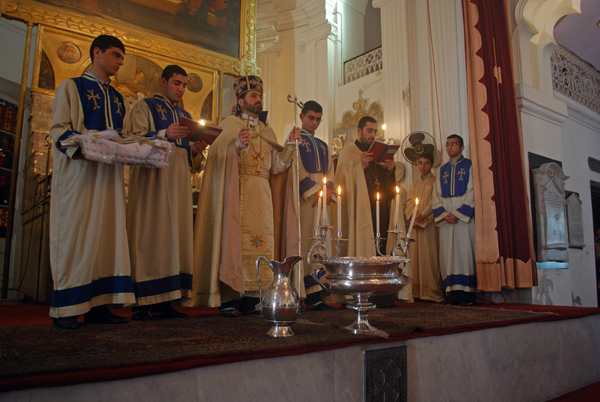
رجال دين من الأرمن الأرثوذكس خلال قداس عيد الميلاد.

الأرثوذكسية المشرقية هو مصطلح يدلل به على العقيدة التي تؤمن بها كنائس مسيحية أرثوذكسية شرقية، والتي لا تعترف إلا بشرعية المجامع المسكونية الثلاث الأولى وهي مجمع نيقية، مجمع القسطنطينية الأول، مجمع أفسس، ومجمع أفسس الثاني، وتعرف برفضها القاطع للعقيدة التي أقرها مجمع خلقيدونية.
تتشكل عائلة الأرثوذكسية المشرقية من الكنائس الإثيوبية والقبطيّة والأرمنيّة والسريانيّة والإريترية. وتصل أعداد هذه الكنائس إلى حوالي حوالي 82 مليون. تعتبر الكنيسة الإثيوبية أكبر الكنائس الأرثوذكسية المشرقية، وتأتي في المرتبة الثانية لأكبر الكنائس المسيحية الشرقية، في حين تعتبر الكنيسة الروسية الأرثوذكسية أكبر الكنائس المسيحية الشرقية.
الأرثوذكسية المشرقية هي الديانة السائدة في أرمينيا (94%)، وفي جمهورية قره باغ الجبلية، إثيوبيا؛ وإريتريا وتعد العقيدة الأرثوذكسية المشرقية واحدة من الأديان السائدة في إريتريا. وتنتشر الأرثوذكسية المشرقية كأقلية كبيرة في مصر، والسودان؛ وسوريا؛ لبنان، وأذربيجان وولاية كيرالا في الهند. ويعتبر المذهب الأرثوذكسي المشرقي أكبر المذاهب المسيحية في تركيا وإيران.

#### كاثوليك شرقيون

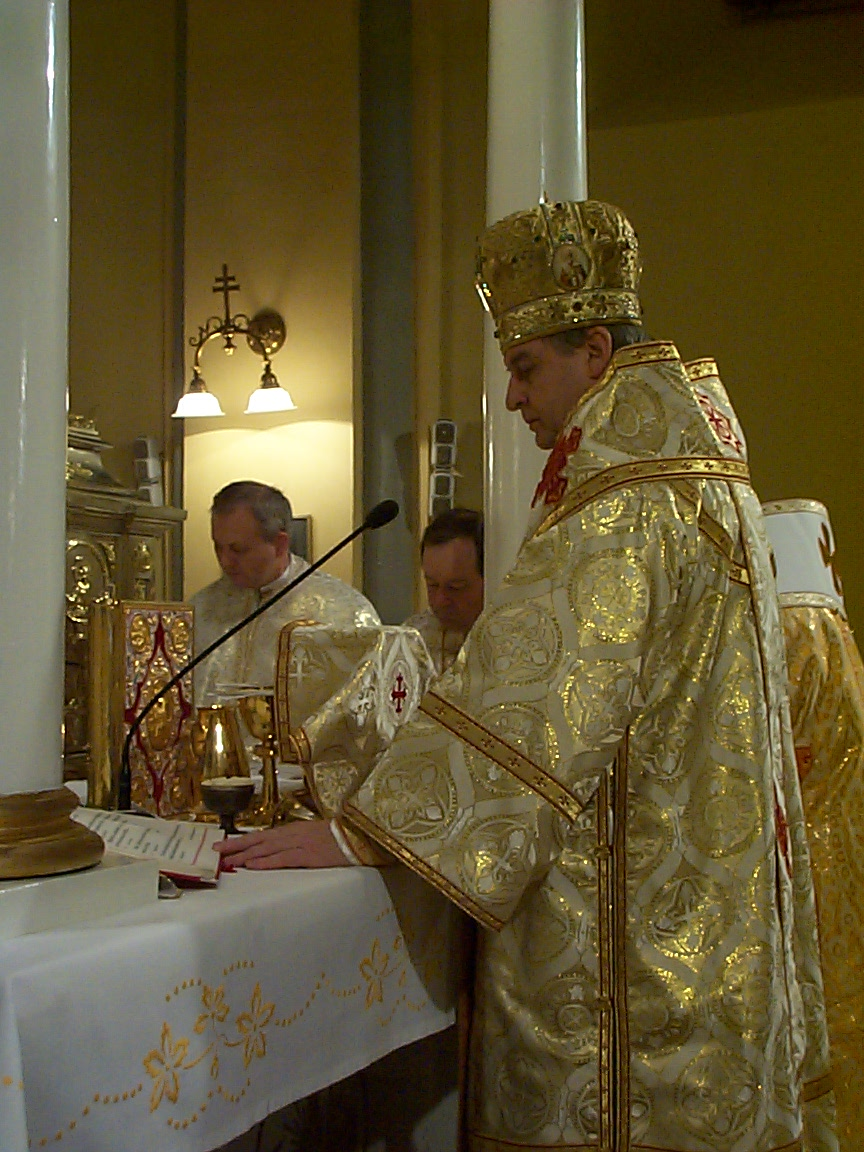
أسقف من كنيسة الروم الملكيين الكاثوليك بثيابه الكهنوتية الكاملة.

يوجد داخل الكنيسة الكاثوليكية مجموعة من التقاليد الكنسية، فإلى جانب التقليد الروماني اللاتيني الذي ينتمي له غالبية الكاثوليك تحتضن الكنيسة خمسة تقاليد شرقية تتبعها كنائس كاثوليكية شرقية. جميع هذه التقاليد والمرجعيات لها تنظيمها الخاص وقيادتها الذاتية تحت سلطة البابا، وهي محمية من أي محاولة لتحويلها للتقليد اللاتيني. وهي تنقسم إلى خمسة تقاليد وهي التقليد البيزنطي، الأنطاكي، الكلداني، الإسكندري والأرمني. تصل أعداد أتباع الكنائس الكاثوليكية الشرقية إلى 17.2 مليون.
تاريخيًا تمركز أتباع هذه الكنائس في أوروبا الشرقية وآسيا الصغرى والشرق الأوسط وشمال أفريقيا والهند، أما اليوم فهم منتشرون في جميع أنحاء العالم. تتصدّر الكنيسة الأوكرانية الكاثوليكية كبرى أكبر الكنائس الكاثوليكية الشرقية مع 4.3 مليون، ومن ثم كنيسة السريان الملبار الكاثوليك ويتبعها 3.8 مليون والكنيسة المارونية ويعتنقها 3.2 مليون.
الكنائس الأصغر عددًا والتي تتبع التقاليد البيزنطية وهي كنيسة الروم الملكيين الكاثوليك، التي تشكل أكبر تجمع في إسرائيل ولها ثقل في سوريا سيّما في حلب ومرمريتا وفي لبنان سيّما في زحلة. والكنيسة الرومانية الكاثوليكية المتحدة والكنيسة الروثينية الكاثوليكية والتي لها ثقل في رومانيا، والكنيسة الهنغارية اليونانية الكاثوليكية والتي لها ثقل في المجر، والكنيسة السلوفاكية اليونانية الكاثوليكية.
أمّا الكنيسة الكلدانية الكاثوليكية والتي تتبع التقليد الكلداني فتنتشر في العراق والمهجر في السويد وألمانيا ومقرها ببغداد. بالإضافة إلى تواجد الكنيسة السريانية الكاثوليكية التي تتبع التقليد الأنطاكي وكنيسة الأرمن الكاثوليك والتي تتبع التقليد والتراث الأرمني في العراق وإيران وتركيا. كما وتنتمي كل من الكنيسة القبطية الكاثوليكية والكنيسة الأثيوبية الكاثوليكية إلى التقليد الإسكندري وتنتشر في مصر وإثيوبيا على التوالي. وتنتشر كنيسة الملنكار الكاثوليك ذات التقاليد السريانيّة في الهند.

#### كنيسة المشرق

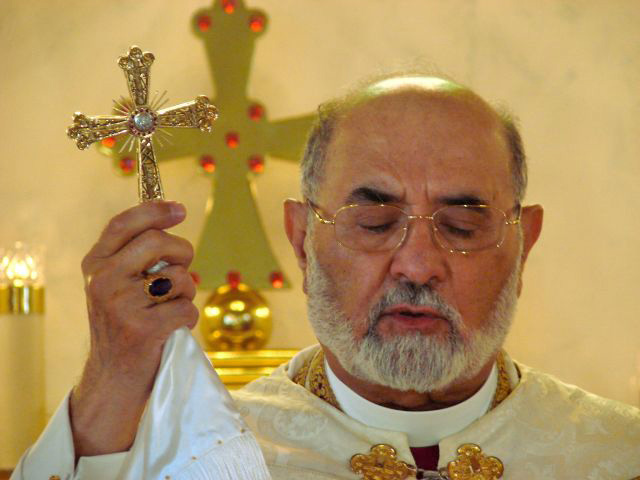
مار دنخا الرابع خننيا بطريرك كنيسة المشرق الآشورية.

كنيسة المشرق (بالسريانية: ܣܘܪܝܝܐ عيتّا دْمَدنحا)، كما عرفت بعدة أسماء مثل كنيسة فارس والكنيسة النسطورية هي كنيسة مسيحية وجزء تاريخي من تقليد المسيحية السريانية ضمن المسيحية الشرقية. نشأت هذه الكنيسة ضمن الإمبراطورية الساسانية وانتشرت بعدئذ في معظم أنحاء آسيا. وهي منقسمة إلى قسمين كنيسة المشرق القديمة والتي كانت الكنيسة الام وتكوين كنيسة جديدة ما يسمى اليوم كنيسة المشرق الآشورية وبطريركها مار دنخا الرابع خننيا وإلى اليوم بقي كرسي كنيسة المشرق القديمة في بغداد بينما كرسي الكنيسة التي انفصلت حديثاً أصبح في أمريكا. غالبيّة أتباع هذا المذهب يعيشون في العراق وإيران وفي المهجر في الولايات المتحدة وأوروبا الشمالية وعددهم بالمجمل 600,000.
نشأت هذه الكنيسة في بلاد ما بين النهرين ضمن الإمبراطورية الساسانية وانتشرت بعدئذ في معظم أنحاء آسيا. وصلت أوج قوتها بين القرنين السادس والرابع عشر حيث كانت حينئذ أكبر كنيسة انتشارا جغرافيا ممتدة من مصر إلى البحر الأصفر شرقا كما شملت بالإضافة إلى السريان المشارقة الذين احتفظوا بالبطريركية تقليديا الملايين من الفرس والترك والمغول والهنود والصينيين. بدأت كنيسة المشرق بالوهن بعد القرن الثالث عشر تحت ضغط الصراعات بين المنغول والصليبيين والمسلمين وأدت سلسلة اضطهادات شنها قادة الترك والمنغول الداخلين حديثا إلى الإسلام إلى انهيار المجتمعات المسيحية في آسيا الوسطى وبلاد فارس وانحسار كنيسة المشرق في مناطق نشأتها في شمال بلاد ما بين النهرين. وكانت مجازر تيمورلنك الحدت الذي أنهى كنيسة المشرق كمجموعة دينية مؤثرة. اعتنق جزء كبير من أتباعها الكاثوليكية منذ القرن السادس عشر فسموا بالكلدان بينما استقر بطاركة كنيسة المشرق في جبال حكاري حتى القرن العشرين. انقسمت كنيسة المشرق على ذاتها في الستينات من القرن العشرين فتكونت كنيسة المشرق القديمة بينما تغير اسم الكنيسة رسميا إلى كنيسة المشرق الآشورية.
تركت الكنيسة إرثا أدبيًا كبيرًا مقارنة بحجمها الحالي وارتبطت بها العديد من المدارس اللاهوتية والفلسفية أبرزها مدرسة الرها ومدرسة نصيبين ومدرسة جنديسابور ونشطت تحت كنفها مجموعة كبيرة من اللاهوتيين كأفراهاط ونرساي.

## الخصوبة
حسب دراسة بيو عام 2015 بيد أنه من المؤكد، أن نسبة الولادات في أوساط المسيحيين تقلّ عن نسبتها في أوساط سائر الديانات النامية كالإسلام (3.1) أو سيخ علمًا أنها تزيد عن متوسط نسبة الولادات في العالم (2.5)، وقد وصلت إلى (2.7) طفل لكل امرأة مسيحية، في مقارنة بين نتائج إحصائي 2010 و2015. بحسب دراسة بيو نشرت عام 2017 بين عام 2010 وعام 2015 وُلد حوالي 223 مليون طفل لأم مسيحيَّة أي حوالي 33% من مجمل الولادات في هذه الفترة بالمقارنة مع 213 طفل ولاد لأم مسلمة، بالمقارنة مع 107 مليون مسيحي توفي بين عام 2010 وعام 2015، مما يعني أن الزيادة الطبيعية في عدد المسيحيين - أي عدد المواليد ناقص عدد الوفيات - كانت 116 مليونًا هذه الفترة. وفقًا للدراسة من المتوقع في عام 2035 أن يتجاوز عدد الأطفال المولودين للمسلمين (225 مليون) عدد الأطفال المولودين للمسيحيين (224 مليون)، وفقا لتقديرات مركز بيو للأبحاث بين عام 2055 وعام 2060 من المتوقع أن يولد حوالي 226 مليون طفل لأم مسيحيَّة أي حوالي 35% من مجمل الولادات في هذه الفترة.
تعد نسبة إنجاب المرأة المسيحية بين السنوات 2010-2015 في أفريقيا هي الأعلى مع (4.4) مقابل (2.5) في الشرق الأوسط و (2.3) في آسيا و (2.2) في أمريكا الجنوبية و (2.1) في أمريكا الشمالية (1.6) في أوروبا؛ فانتشار المسيحية في العالم الحديث المتقدم حيث المستوى المعيشي والتعليمي متقدم يؤثر سلبًا على نسبة النمو؛ كما أنّ أعلى نسبة إنجاب للمرأة المسيحية هي في زامبيا (6.3) وتشاد (6.2) في حين أقل نسبة إنجاب للمرأة المسيحية موجودة في البرتغال (1.3) وسنغافورة (1.1) والبوسنة والهرسك (1.1). غالبًا نسبة إنجاب المرأة المسيحية بين المسيحيون في العالم الإسلامي أقل من متوسط إنجاب المرأة المُسلمة بإسثناء إندونيسيا حيث أن نسبة الخصوبة للمرأة المسيحية (2.6) بالمقارنة نسبة الخصوبة للمرأة المسلمة (2.0). وهناك اختلافات إقليمية مهمة في اتجاهات الولادة والموت بالنسبة للجماعات الدينية. فعلى سبيل المثال، شهد مسيحيين أفريقيا جنوب الصحراء الكبرى، أكبر زيادة طبيعية بين عام 2010 وعام 2015، حيث بلغت الزيادة الطبيعية في عدد المسيحيين - أي عدد المواليد ناقص عدد الوفيات - حوالي 64 مليون، تليها زيادات مسيحية أصغر في أمريكا اللاتينية ومنطقة البحر الكاريبي (33 مليون) وآسيا والمحيط الهادئ (18 مليون) وأمريكا الشمالية (6 ملايين). أما في أوروبا فإن عدد الوفيات بين المسيحيين يفوق عدد الولادات بحوالي ستة مليون، ويعود ذلك أساسًا إلى انخفاض نسبة إنجاب المرأة المسيحية الأوروبية وإلى ارتفاع متوسط العمر حيث أنَّ حوالي 24% من مسيحيين أوروبا فوق سن الستين.

## هيكل العمر
حسب دراسة معهد بيو عام 2015 على الصعيد العالمي، كان متوسط أعمار المسيحيين (30 عامًا) وهو أكبر من متوسط العمر السكاني في العالم (28 عامًا) في عام 2010. حوالي 27% من المسيحيين في العالم تقل أعمارهم عن 15 عامًا، وهي نسبة تشابه المتوسط العالمي (27%). بينما 60% من مسيحيين العالم هم بين سن الخامسة عشر والستين وحوالي 14% فوق سن الستين. ويعتبر متوسط العمر المتوقع العام في العالم 69 عامًا في حين لدى المسيحيين هو 71 عام بالمقابل لدى اليهود 80 عام ولدى المسلمين 67 عام.
التوزيع العمري للمسيحيين يختلف بشكل كبير حسب المناطق المختلفة. اعتبارًا من عام 2010، كان مسيحييّ أفريقيا جنوب الصحراء المجموعة المسيحية الأكثر شبابًا والأصغر سنًا؛ فمتوسط العمر لدى الأفارقة المسيحيين هو 19، في حين يُعتبر مسيحيي أوروبا وفقًا لدراسة معهد بيو المجموعة المسيحيّة الأكبر سنًّا إذ أنّ متوسط العمر هو 42. حوالي 41% من المسيحيين في أفريقيا جنوب الصحراء تقل أعمارهم عن 15 عامًا، بينما 24% من مسيحيين أوروبا فوق سن الستين. اعتبارًا من عام 2010 يُعتبر مسيحيي أمريكا الشمالية من المجموعات المسيحية الأكبر عمرًا فمتوسط العمر لدى مسيحيي القارة هو 39. بالمقابل يُعتبر مسيحيي أمريكا الجنوبية، وآسيا والشرق الأوسط وشمال أفريقيا من المجموعات المسيحية شابة نسبيًا فمتوسط العمر هو 27 و28 و29 على التوالي.

### التركيبة العمرية
| المنطقة        | 0-14 | 15-29 | 30-44 | 45-59 | 60-74 | 75+ | متوسط العمر |
| -------------- | ---- | ----- | ----- | ----- | ----- | --- | ----------- |
| مجمل المسيحيون | 27%  | 24%   | 20%   | 16%   | 9%    | 4%  | 30          |

### التوزيع الجغرافي
| المنطقة                                | 0-14 | 15-59 | 60+ | متوسط العمر |
| -------------------------------------- | ---- | ----- | --- | ----------- |
| أفريقيا جنوب الصحراء الكبرى            | 41%  | 54%   | 5%  | 19          |
| آسيا والمحيط الهادئ                    | 27%  | 63%   | 10% | 28          |
| أوروبا                                 | 15%  | 61%   | 24% | 42          |
| أمريكا اللاتينية ومنطقة البحر الكاريبي | 28%  | 62%   | 10% | 27          |
| الشرق الأوسط وشمال أفريقيا             | 26%  | 67%   | 7%  | 29          |
| أمريكا الشمالية                        | 19%  | 60%   | 21% | 39          |

#### التركيبة العمرية
الإحصائيات مأخوذة من بحث لمركز بيو عام 2010:
| المنطقة                                | 0-14        | 15-29       | 30-44       | 45-59       | 60-74       | 75+        | مجمل الأعداد  |
| -------------------------------------- | ----------- | ----------- | ----------- | ----------- | ----------- | ---------- | ------------- |
| أوروبا                                 | 82,800,000  | 103,960,000 | 114,290,000 | 118,830,000 | 86,080,000  | 47,020,000 | 553,280,000   |
| أمريكا اللاتينية ومنطقة البحر الكاريبي | 152,380,000 | 138,220,000 | 111,050,000 | 78,360,000  | 39,000,000  | 14,970,000 | 531,280,000   |
| أفريقيا جنوب الصحراء الكبرى            | 212,490,000 | 149,970,000 | 83,240,000  | 44,690,000  | 21,820,000  | 5,100,000  | 517,320,000   |
| آسيا والمحيط الهادئ                    | 78,370,000  | 73,260,000  | 61,160,000  | 45,190,000  | 21,640,000  | 7,270,000  | 287,100,000   |
| أمريكا الشمالية                        | 50,960,000  | 51,220,000  | 50,900,000  | 58,200,000  | 36,290,000  | 18,950,000 | 266,630,000   |
| الشرق الأوسط وشمال أفريقيا             | 3,250,000   | 3,490,000   | 3,350,000   | 1,730,000   | 690,000     | 190,000    | 12,710,000    |
| العالم                                 | 580,250,000 | 520,120,000 | 423,990,000 | 347,000,000 | 205,520,000 | 93,500,000 | 2,188,330,000 |

### التوزيع حسب الجنس

#### ذكور
الإحصائيات مأخوذة من بحث لمركز بيو عام 2010:
| المنطقة                                | 0-14        | 15-29       | 30-44       | 45-59       | 60-74      | 75+        | مجمل الأعداد  |
| -------------------------------------- | ----------- | ----------- | ----------- | ----------- | ---------- | ---------- | ------------- |
| أوروبا                                 | 42,500,000  | 52,020,000  | 55,690,000  | 55,760,000  | 37,310,000 | 16,220,000 | 259,500,000   |
| أمريكا اللاتينية ومنطقة البحر الكاريبي | 75,870,000  | 68,270,000  | 53,450,000  | 37,170,000  | 17,860,000 | 5,990,000  | 258,610,000   |
| أفريقيا جنوب الصحراء الكبرى            | 106,730,000 | 74,580,000  | 41,400,000  | 21,110,000  | 9,680,000  | 2,090,000  | 255,590,000   |
| آسيا والمحيط الهادئ                    | 40,750,000  | 35,610,000  | 27,620,000  | 19,980,000  | 9,070,000  | 2,610,000  | 135,640,000   |
| أمريكا الشمالية                        | 25,910,000  | 25,360,000  | 24,690,000  | 27,480,000  | 16,490,000 | 7,040,000  | 127,420,000   |
| الشرق الأوسط وشمال أفريقيا             | 1,650,000   | 1,900,000   | 2,030,000   | 980,000     | 330,000    | 80,000     | 6,970,000     |
| العالم                                 | 293,410,000 | 257,740,000 | 204,880,000 | 162,390,000 | 90,740,000 | 34,030,000 | 1,044,040,000 |

#### إناث
الإحصائيات مأخوذة من بحث لمركز بيو عام 2010:
| المنطقة                                | 0-14        | 15-29       | 30-44       | 45-59       | 60-74       | 75+        | مجمل الأعداد  |
| -------------------------------------- | ----------- | ----------- | ----------- | ----------- | ----------- | ---------- | ------------- |
| أوروبا                                 | 40,300,000  | 51,940,000  | 58,600,000  | 63,070,000  | 48,770,000  | 30,800,000 | 293,480,000   |
| أمريكا اللاتينية ومنطقة البحر الكاريبي | 73,510,000  | 69,950,000  | 57,600,000  | 41,190,000  | 21,140,000  | 8,980,000  | 272,370,000   |
| أفريقيا جنوب الصحراء الكبرى            | 105,760,000 | 75,390,000  | 41,840,000  | 23,590,000  | 12,140,000  | 3,010,000  | 261,730,000   |
| آسيا والمحيط الهادئ                    | 37,620,000  | 37,650,000  | 33,540,000  | 25,210,000  | 12,570,000  | 4,660,000  | 151,250,000   |
| أمريكا الشمالية                        | 25,050,000  | 25,860,000  | 26,210,000  | 30,720,000  | 19,800,000  | 11,910,000 | 139,550,000   |
| الشرق الأوسط وشمال أفريقيا             | 1,600,000   | 1,590,000   | 1,320,000   | 750,000     | 360,000     | 110,000    | 5,730,000     |
| العالم                                 | 283,840,000 | 262,380,000 | 219,110,000 | 184,530,000 | 114,780,000 | 59,470,000 | 1,124,110,000 |

## اللغة

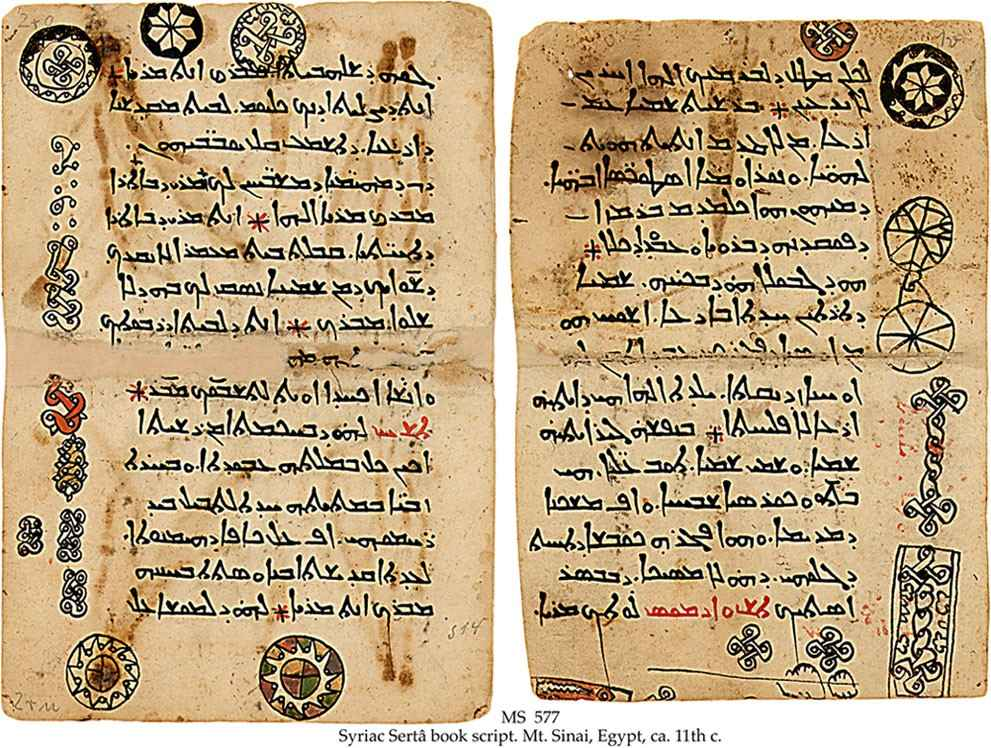
مخطوطتان مكتوبتان بالأبجدية السريانية الغربية، تعتبر اللغّة السريانيَّة لغة ذات أهمية دينيَّة في الديانة المسيحية.

جانب آخر مهم من التركيبة السكانية المسيحية، اللغات الأم المنطوقة من قِبل المسيحيين. حسب إحصائيّة قاعدة بيانات الأديان عام 2012 تصدرّت اللغة الإسبانية المرتبة الأولى من حيث عدد المتحدثين المسيحيين (وهي متصدرة المرتبة الأولى منذ عام 1970 على الأقل). اللغة الإنجليزية هي اللغة الثانية الأكثر انتشارًا بين المسيحيين، تليها البرتغالية ثم الروسية. بسبب نمو أعداد المسيحيين في أفريقيا وآسيا؛ أضحت لغات مثل اللغة الصينية، والتاغالوغية، والأمهرية، واليوروبا واللغة الكورية، من أكثر اللغات انتشارًا بين المسيحيين، ومتجاوزة بعض اللغات «المسيحية» التقليدية.
وتتنوع اللغات الطقسيّة في المسيحية ومنها هذه اللغات:
- اللغة اللاتينية: هي اللغة الطقسيّة في الكنيسة الرومانية الكاثوليكية وهي اللغة الرسمية للكرسي الرسولي والتي يصدر بها جميع الوثائق والمعاهدات، وكانت قبل المجمع الفاتيكاني الثاني اللغة الرسميّة للكنيسة الرومانية الكاثوليكية. وقد ظلت اللغة اللاتينية لغة العلم والدراسة في العالم المسيحي الغربي حتى القرن السابع عشر حين بدأت تحل محلها اللغات المحلية، وظلت اللاتينية لغة دولية للمعاملات الدبلوماسية حتى تلك الفترة أيضا حيث حلت محلها الفرنسية كلغة دولية ثم الإنجليزية.
- اللغة اليونانيَّة الكوينه: هي اللغة الطقسيّة في الكنائس الأرثوذكسية الشرقية، تعتبر هذه اللغة لغة مقدسة في التقاليد المسيحيّة الشرقية ويعود ذلك بسبب تدوين نصوص الإناجيل باللغة الكوينه الإغريقية، التي كانت لغة التواصل العامة، كما أن السبعونية هي ترجمة للتناخ بالكوينه نحو زمن كتابة الاناجيل، ومصدر اقتباساتها من التناخ، ويمكن هذا التدوين اللغوين من تتبع كيفية فهم الفقهاء اليهود للتناخ العبري، في الزمن قبيل العصور الميلادية، ويمكن ملاحظة ان الترجمة الكوينيه الإغريقية وضعت بشكل أدق وأكثر إحكاماُ.
- السلافونية الكنسية القديمة: كانت أول لغة سلافية أدبية، وتطورت بحلول القرن التاسع عشر حين جاء المبشرون الإغريق البيزنطيون مثل كيرلس وميثوديوس اللذين يُنسب إليهما توحيد معايير اللغة واستخدامها لترجمة الكتاب المقدس وغيرها من النصوص الكنسية الإغريقية القديمة باعتبارها جزءًا من تنصير السلاف.[67][68][69][70][71][72][73][74][75][76] وقد لعبت تلك اللغة دورًا هامًا على مدار تاريخ اللغات السلافية ومثلت أساسًا ونموذجًا لتقاليد السلافونية الكنسية، وتستخدم بعض الكنائس الأرثوذكسية الشرقية السلافيّة والكنائس الكاثوليكية الشرقية اللغة السلافونية الكنسية على أنها لغة طقسية حتى يومنا هذا.
- اللغة السريانية: تكتسب اللغة السريانيّة أهمية دينية خاصة في المسيحية، أولاً لأن يسوع المسيح قد تكلّم بالآرامية، التي تعتبر بمثابة اللغة الأم للسريانية،[77] وثانيًا لأن العديد من كتابات آباء الكنيسة والتراث المسيحي قد حفظ بالسريانية، إلى جانب اللغة اليونانية، وفي الكنائس التي تتبع الطقس السرياني لا تزال تستخدم اللغة السريانية بشكل يومي في القداس الإلهي وعدد من العبادات الأخرى كلغة ليتورجية.[78] اعتبرت اللغة السريانية ردحًا طويلاً من الزمن لغة العلوم والفنون والآداب.

| مرتبة                         | اللغة         | عدد المتحدثين (لغة أم) | عدد المتحدثين المسيحيين | نسبة المسيحيين من مجمل المتحدثين % |
| ----------------------------- | ------------- | ---------------------- | ----------------------- | ---------------------------------- |
| 1                             | لغة إسبانية   | 391,766,000            | 367,820,000             | 93.9                               |
| 2                             | لغة إنجليزية  | 323,850,000            | 252,323,000             | 77.9                               |
| 3                             | لغة برتغالية  | 207,299,000            | 189,524,000             | 91.4                               |
| 4                             | لغة روسية     | 135,837,000            | 121,208,000             | 89.2                               |
| 5                             | لغة صينية     | 880,662,000            | 89,103,000              | 10.1                               |
| 6                             | لغة فرنسية    | 60,740,000             | 42,790,000              | 70.4                               |
| 7                             | لغة ألمانية   | 59,074,000             | 41,809,000              | 70.8                               |
| 8                             | لغة بولندية   | 59,074,000             | 41,137,000              | 94.1                               |
| 9                             | لغة أوكرانية  | 39,931,000             | 35,494,000              | 88.9                               |
| 10                            | لغة تاغالوغية | 34,222,000             | 33,560,000              | 98.1                               |
| المصدر: قاعدة بيانات الأديان. |               |                        |                         |                                    |

## التعليم

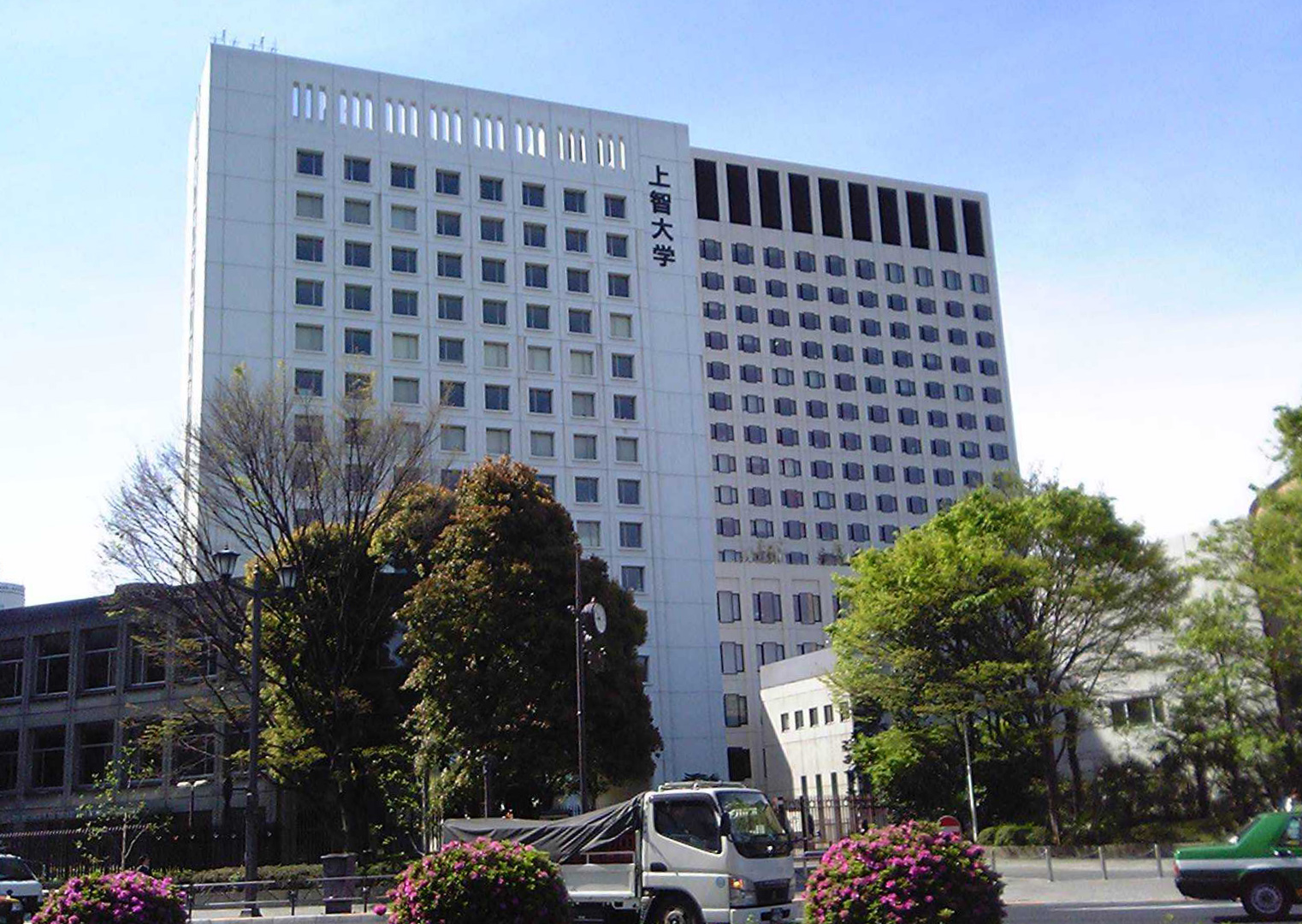
مدخل جامعة صوفيا في اليابان.

لعبت الكنائس المسيحية المختلفة أدورًا في محو الأمية من خلال بناء المدارس والجامعات. في بعض البلدان، تعتبر الكنيسة المزود الرئيسي للتعليم وأحيانًا أخرى يكون نظامها التعليمي أفضل من الحكومي. في الوقت الحاضر، لدى الكنيسة الكاثوليكية شبكة كبيرة من المدارس وعددها 125,016 وتمتلك أكبر تنظيم تعليمي غير حكومي في العالم. يظهر تأثير وأهمية التعليم في عدد من المجتمعات المسيحية من خلال نسبتهم في المؤسسات الأكاديمية على سبيل المثال في هونغ كونغ وفقًا لإحصاء جامعة هونغ كونغ، هناك ما يقرب من 24.3% من طلاب الجامعات هم من المسيحيين وذلك اعتبارًا من العام الدراسي 2010/2011 على الرغم من أنهم يشكلون 10% من السكان، في إسرائيل مثلًا تبلغ نسبة المسيحيون من الطلاب العرب المتعلمين في الجامعات الإسرائيلية 40% مع انهم يشكلون 9% من المواطنين العرب في إسرائيل. يُذكر أن 7 دول ذات أغلبّية مسيحية من أصل 10 تتربع على قائمة الدول العشرة الأكثر تعليمًا في العالم من حيث نسبة السكان الحاصلين على شهادة جامعية والتي أعدتها منظمة التعاون والتنمية الاقتصادية.
لدى أتباع الكنيسة الأسقفية الأمريكية والكنيسة المشيخية في أمريكا أعلى نسب من الحاصلين على شهادات جامعية وشهادات في الدراسات العليا بين الطوائف المسيحية، وكذلك أصحاب الدخل الأكثر ارتفاعا بين الطوائف المسيحية في الولايات المتحدة. يميل أتباع الكنيسة الأسقفية الأمريكية والكنيسة المشيخية في أمريكا والتوحيدية المسيحية إلى أن يكونوا أكثر ثراء وأفضل تعليمًا من معظم الجماعات الدينية الأخرى في الولايات المتحدة، حوالي 81% من أتباع التوحيدية المسيحية و76% من أتباع الكنيسة الأسقفية الأمريكية و64% من أتباع الكنيسة المشيخية في أمريكا يملكون شهادة جامعية.

### دراسة معهد بيو

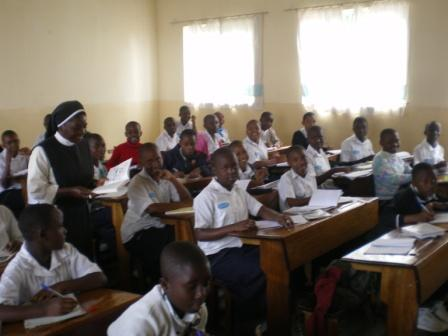
راهبة تدرس تلاميذ في كينيا: لعبت البعثات التبشيري المسيحية دورّ بارز في نشر التعليم الشامل القارة السمراء.

وجدت دراسة الدين والتعليم حول العالم قامت بها مركز بيو للأبحاث عام 2016 أنَّ المسيحيون هم المجموعة الدينيَّة الثانية الأكثر تعليمًا في العالم بعد اليهود، فيما يُعد كل من المسلمون والهندوس الجماعات الدينيَّة الأقل حصولاً على تعليم رسمي وذلك وفقًا لدراسة ديمغرافية شملت 151 بلدًا عن تباين التعليم بين الأديان ومسح استند على بيانات متوفرة عن فئة متوسط العمر فيها 25 سنة وما فوق.
وفقًا للدراسة يتصدر المسيحيين المرتبة الثانية كأكثر الجماعات الدينية تعليمًا، إذ تصل معدل سنوات الدراسة للمسيحي في العالم حوالي 9.3 سنة، وهو أعلى من المعدل العام الذي يبلغ 7.7 سنة، بالمقابل تصل معدل سنوات الدراسة لليهودي في العالم حوالي 13.4 سنة، ويصل معدل سنوات الدراسة للملحدين واللادينيين حوالي 8.8 سنة، أما المسلمون والهندوس فيصل معدل سنوات الدراسة حوالي 5.6 سنة. في المجمل يُعد المسيحيين من الجماعات الدينيَّة الأكثر تعليمًا في العالم، إذ أنَّ الغالبية العظمى (91%) من المسيحيين الذين تتراوح أعمارهم من 25 وما فوق حصلوا على التعليم الرسمي، وحصل حوالي 67% منهم على تعليم ثانوي، كما أن حوالي خُمس المسيحيين في العالم يحملون شهادات جامعية وهي ثاني أعلى نسبة بعد اليهود.

#### التعليم الرسمي

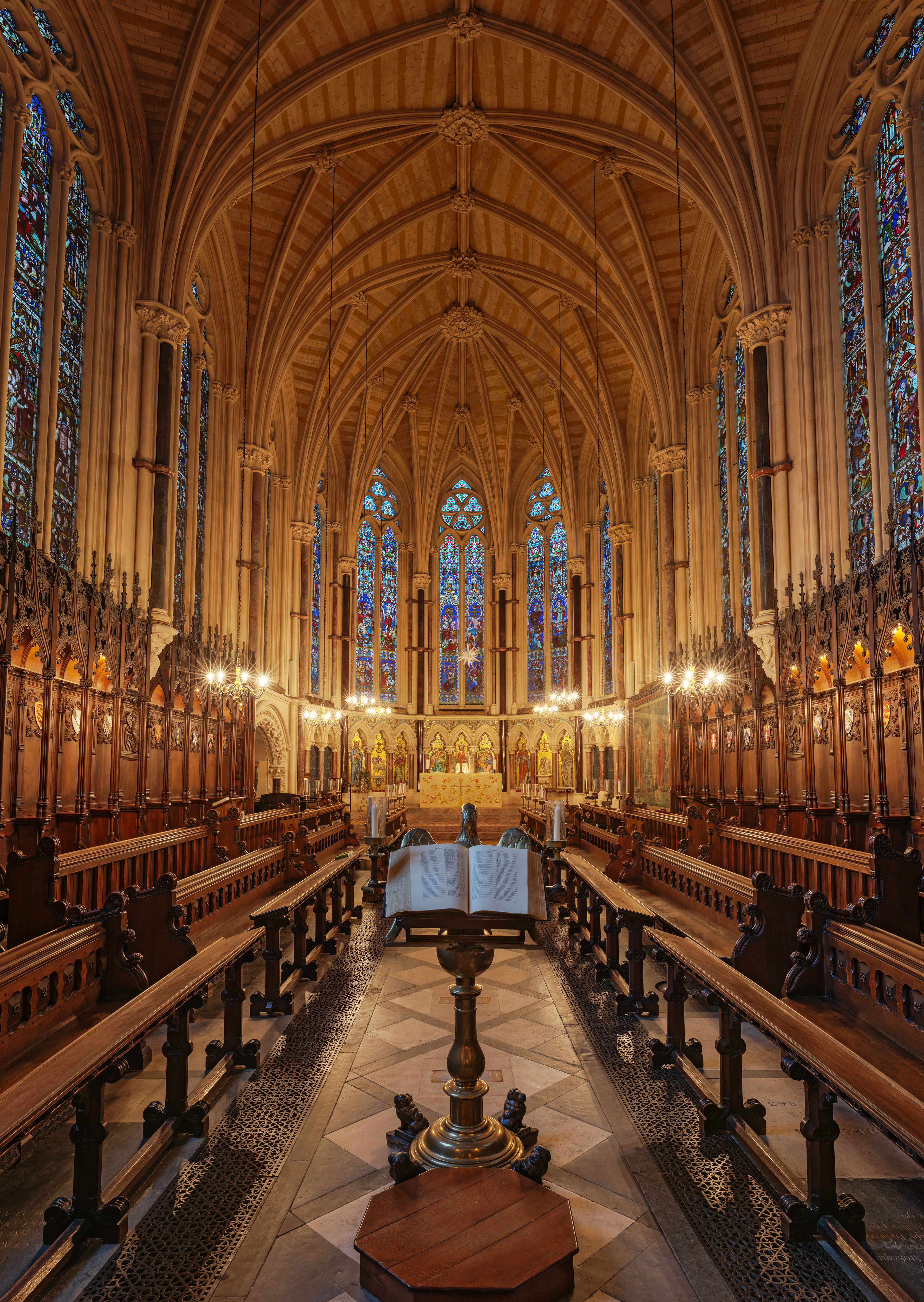
كنيسة كلية إكسيتر التابعة لجامعة أوكسفورد، إحدى اقدم جامعات في أوروبا والتي بدأت كمدرسة كاتدرائية.

في عام 2010 تحصَّل الأغلبيَّة الساحقة من مسيحيين أمريكا الشمالية وأوروبا (98% أو أكثر) على التعليم الرسمي، وكذلك الحال بالنسبة لمسيحيين أمريكا اللاتينية وآسيا وأوقيانوسيا (90% أو أكثر). في المقابل فإن حوالي 30% من مسيحيين أفريقيا جنوب الصحراء لم يحصل على أي شكل من أشكال التعليم الرسمي. ويعتبر مسيحيين أمريكا الشمالية المجموعة المسيحية الأكثر تعليمًا مع معدل سنوات دراسة يصل إلى 12.7 سنة، يليهم مسيحيين أوروبا (10.8 سنة)، وآسيا وأوقيانوسيا (9.4 سنة)، ومسيحيين أمريكا اللاتينية (7.3 سنة)، ومسيحيين الشرق الأوسط وشمال أفريقيا (7.3)، ومسيحيين أفريقيا جنوب الصحراء (6.0 سنة).
يُذكر أن الدراسة وجدت أنه لدى المسيحيين في المجتمعات والدول التي يشكل فيها المسيحيين الغالبيَّة معدل سنوات دراسة مرتفع، ويتصدر مسيحيين ألمانيا (13.6 سنة) ومسيحيين نيوزيلندا (13.5 سنة) ومسيحيين ليتوانيا (13.0 سنة) المجتمعات المسيحية الأكثر تعليمًا. تشير الدراسة أنَّ ارتفاع المستوى التعليمي للمسيحيين في العديد من الدول يعود لعدة أسباب منها قيام الرهبان المسيحيين في الشرق الأوسط وأوروبا في بناء المكتبات والمطابع، حيث قاموا في الحفاظ على الثقافة الفكريَّة والمخطوطات القديمة داخل مدارسها ومكتباتها، وفي كثير من الحالات، تطورت هذه الأديرة المسيحية إلى جامعات مرموقة. تأسست جامعات أخرى، ولا سيَّما في الولايات المتحدة وأوروبا، بنيت من قبل الطوائف المسيحيَّة المختلفة لتثقيف رجال الدين وأتباعها. وعلى الرغم من أنَّ معظم هذه المؤسسات أصبحت لاحقًا علمانية في التوجه، ولكن وفقًا للدراسة فإن وجود هذه المؤسسات قد يساعد في تفسير سبب كون السكان في الولايات المتحدة وأوروبا حاصلين ومؤهلين على تعليم عالي.
يتفوق المسيحيون تعليميًا (مع متوسط سنوات دراسة 6.0 سنة) في مناطق أفريقيا جنوب الصحراء على المسلمين (مع متوسط سنوات دراسة 2.6 سنة)، وعزا بعض علماء الاجتماع ذلك إلى جوانب تاريخية مثل الأنشطة التبشيرية المسيحية خلال فترات الاستعمار الغربي، ويشير روبرت د. ودبيري عالم اجتماع في جامعة بايلور أن للمُبشرين البروتستانت في أفريقيا «كان لهم دور فريد في نشر التعليم الشامل» بسبب الأهمية الدينية لدراسة وقراءة الكتاب المقدس، حيث قام المُبشرين في ترجمة الكتاب المقدس للغات المحليَّة وفي إنشاء المدارس لتعزيز معرفة القراءة والكتابة، ويشير ناثان نان أستاذ الاقتصاد في جامعة هارفارد أنَّ التعليم «هو المكافأة الرئيسية قبل المبشرين لجذب الأفارقة للمسيحية». كما وشجع المبشرين البروتستانت على تعليم المرأة ومحو الأمية بين النساء.
يُعتبر الشباب المسيحي من الفئة العمريَّة بين 25-34 أكثر تعليمًا بالمقارنة مع المسيحيين من باقي الفئات العمريَّة، مع معدل سنوات دراسة يصل إلى 9.9 سنة، بالمقارنة مع 8.1 سنة لغير المسيحيين من الفئة العمريَّة بين 25-34. ويُعتبر مسيحيين أمريكا الشمالية من الفئة العمرية بين 25-34 المجموعة المسيحية الشابة الأكثر تعليمًا مع معدل سنوات دراسة يصل إلى 13.0 سنة، يليهم مسيحيين أوروبا (12.3 سنة)، وآسيا وأوقيانوسيا (11.3 سنة)، ومسيحيين الشرق الأوسط وشمال أفريقيا (9.2)، ومسيحيين أمريكا اللاتينية (9.0 سنة)، ومسيحيين أفريقيا جنوب الصحراء (6.9 سنة).

#### التعليم العالي
وفقًا للدراسة يتصدر المسيحيين المرتبة الثانية كأكثر الجماعات الدينية الحاصلة على تعليم عال أو تعليم جامعي، أمَّا من حيث العدد بغض النظر عن النسب المئوية فإن المسيحيين يحلّون في المرتبة الأولى من حيث عدد حملة الشهادات الجامعيَّة. ولدى مسيحيين أمريكا الشمالية أعلى نسب من حيث التوجه للتعليم العالي والحصول على الشهادات الجامعيَّة (38%)، في أنَّ حوالي رُبع مسيحيين أوروبا وآسيا وأوقيانوسيا والشرق الأوسط وشمال أفريقيا من حملة الشهادات الجامعيَّة، بالمقابل حوالي 13% من مسيحيين أمريكا اللاتينية و6% من مسيحيين أفريقيا جنوب الصحراء من حملة الشهادات الجامعيَّة.
بين المجتمعات المسيحيَّة المختلفة يتصدر مسيحيي سنغافورة على أعلى نسب من حيث التوجه للتعليم العالي والحصول على الشهادات الجامعيَّة (67%)، يليهم مسيحيين إسرائيل (63%)، ومسيحيين جورجيا (57%)، ومسيحيين ليتوانيا (53%)، ومسيحيين كندا (52%)، ومسيحيين إستونيا (46%)، ومسيحيين نيوزيلندا (41%)، ومسيحيين كوريا الجنوبية (40%)، ومسيحيين الولايات المتحدة (36%)، ومسيحيين منغوليا (35%).

#### الفجوى بين الجنسين

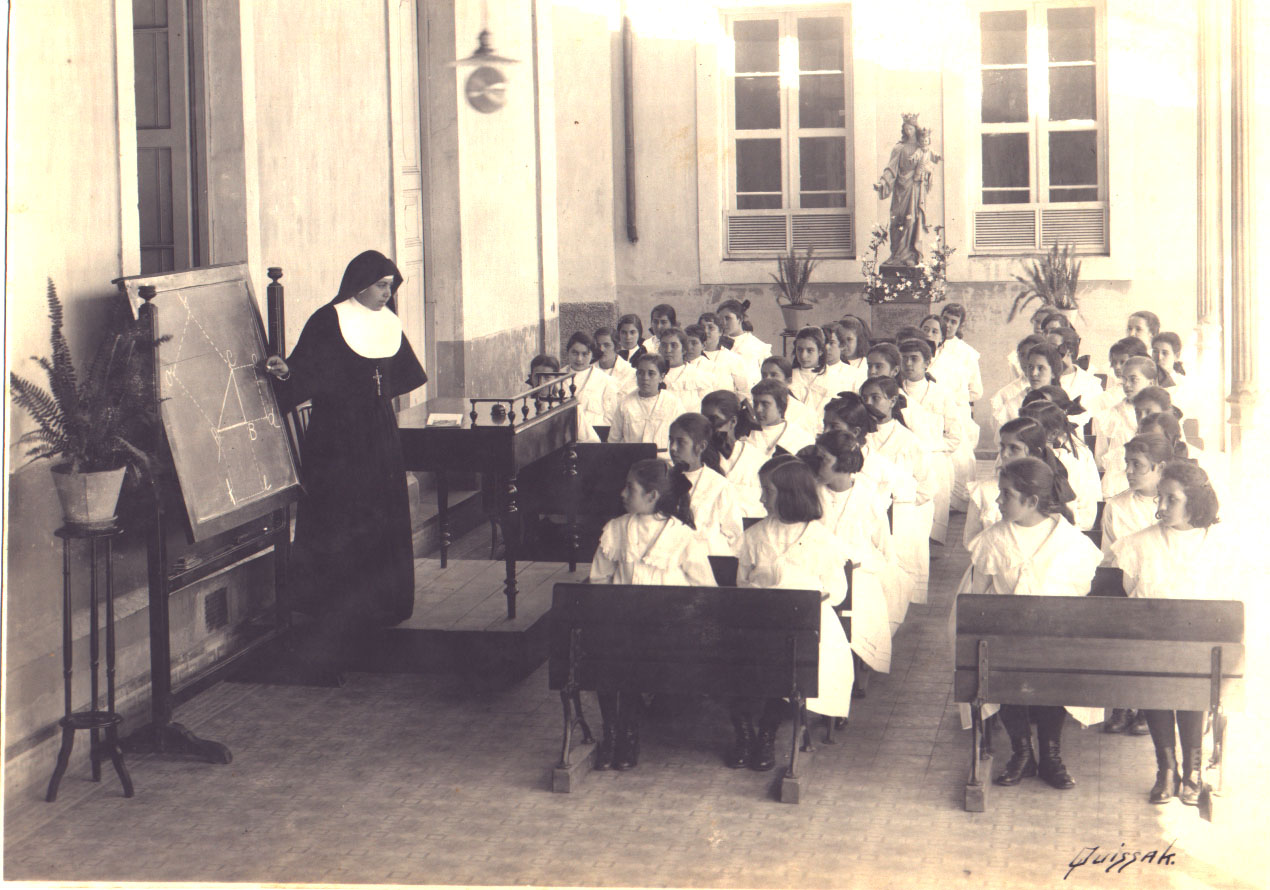
صورة لراهبة تُدَّرس الرياضيات للفتيات في البرازيل عام 1917: شجعت الكنائس المسيحية على تعليم المرأة.

الفجوى بين متوسط الدراسة بين الرجال المسيحيين (9.5 سنة) وبين النساء المسيحيات (9.1 سنة) قليلة (0.4) بالمقارنة مع الجماعات الدينية الأخرى. في العديد من الدول تعتبر النساء المسيحيات أكثر تعلمًا من الرجال خصوصًا في أوروبا وأمريكا الشمالية، على سبيل المثال في عام 2010 حصلت حوالي %43 من الشابات المسيحيات في أوروبا على الشهادات الجامعيَّة بالمقارنة مع 30% من الشباب المسيحيين، وحصلت حوالي 44% من الشابات المسيحيات في أمريكا الشمالية على الشهادات الجامعيَّة بالمقارنة مع 34% من الشباب المسيحيين.
يعود ارتفاع نسب المتعلمين بين النساء المسيحيات لعدة أسباب حيث تشير الدارسة أن واحدة من الأسباب هي تشجيع المصلحين البروتستانت أمثال مارتن لوثر وقادة حركة التقوية المسيحيَّة على تعليم وتثقيف المرأة مما أدى إلى محو الأمية بين النساء في المجتمعات البروتستانتية في وقت مبكر. وفي بحث قامت به جامعة ميونخ لبيانات بالنسبة للتعليم في البلدان الأوروبية يعود لعام 1970، وجد أنَّ البلدان ذات النسبة العالية من البروتستانت فيها تكافؤ ملحوظ بين الرجال والنساء في سنوات التعليم.

## الثروة والاقتصاد
كشف تقرير نشرته مؤسسة «نيو ورلد ويلث» سنة 2015 المتخصصة في أبحاث الثروة العالمية عن سيطرة المسيحيين على السواد الأعظم من الثروات العالمية، يليهم المسلمون والهندوس واليهود. وأوضح التقرير أن إجمالي الثروات التي يمتلكها المسيحيون تصل إلى 107.280 مليار دولار، ما يمثل أكثر من 55% من الثروات العالمية، يليهم المسلمون في المرتبة الثانية بإجمالي ثروة تُقدر بـ 11.335 مليار دولار (5.8%) ثم الهندوس بإجمالي ثروة تبلغ قيمتها 6.505 مليار دولار، بما يعادل نسبته 3.3%. وأشار التقرير إلى أن اليهود يمتلكون إجمالي ثروة تقدر بـ 2.079 مليار دولار (1.1%). وحوالي (67.832 مليار دولار، ما يعادل 34.8%) تقع في أيدي أفراد لا ينتمون لأي دين أو حتى في أيدي أشخاص يؤمنون بديانات أخرى. وعلاوة على ذلك، خلص التقرير إلى أن سبعة من بين أكثر عشرة دول ثراء في العالم (على أساس تصنيف عدد الأفراد الذين لديهم صافي أصول عالية) هي دول يبرز فيها الدين المسيحي كديانة أولى وتضم الولايات المتحدة والمملكة المتحدة وألمانيا وسويسرا وكندا وفرنسا وأستراليا، مستثنيًا منها كلا من الصين واليابان والهند.
وجدت دراسة تعود ليناير 2015 من قِبل شركة أبحاث الثروة الغير حزبية نيو وورلد ويلث أن ثُلثي 13.1 مليون مليونير في العالم يعتنقون ديانة معينة. حوالي 56.2% من مجمل المليونيرات في العالم مسيحيون (أي 7.1 مليون مليونير)، يليهم 31.7% لادينيين وأتباع ديانات أخرى، و6.5% مسلمون، و3.9 هندوس و1.7 يهود. تاريخيًا إنتمت العديد من العائلات الأمريكية الثرية والغنية الشهيرة مثل عائلة روكفلر، ومورجان، وفورد، وروزفلت، وفاندربيلت، وكارنجي، ودو بونت، وآستور، وفوربس، وعائلة بوش إلى المسيحية على مذهب الكنيسة الأسقفية الأمريكية.

## أكبر تجمعات حضرية مسيحية من حيث عدد السكان

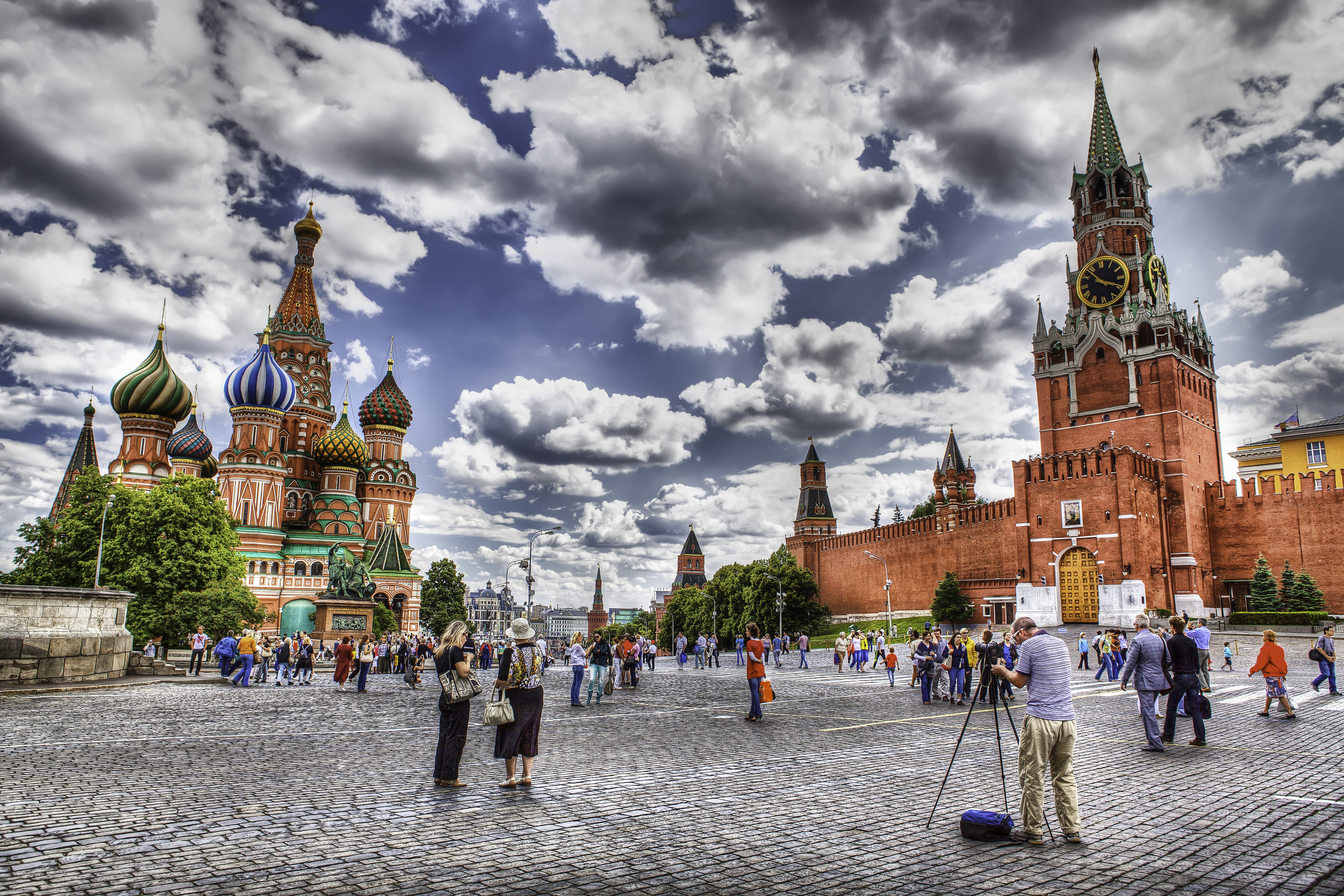
موسكو، تضم المدينة أكبر تجمع مسيحي شرقي في العالم.

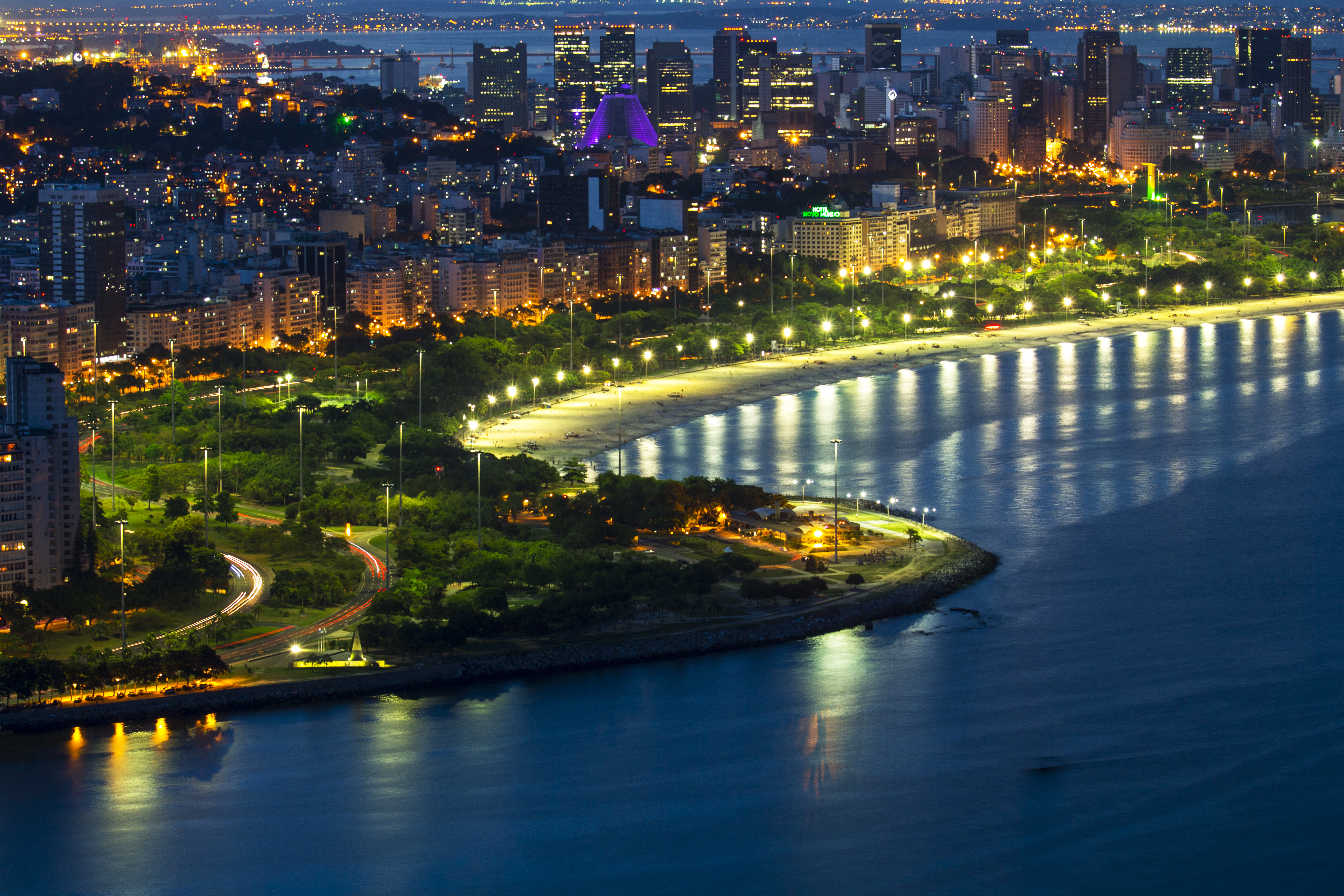
مدينة ريو دي جانيرو، تضم إحدى أكبر التجمعات الحضرية المسيحية في العالم.

أكبر تجمعات حضرية مسيحية في العالم تتواجد في مدينة مكسيكو وساو باولو ومانيلا. أكبر مدينة كاثوليكية كبرى في العالم هي مدينة مكسيكو، أمّا أكبر تجمع حضري بروتستانتي (5.84 مليون) في العالم في منطقة سول العاصمة في كوريا الجنوبية، وتحتضن مدينة موسكو أكبر تجمع حضري أرثوذكسي شرقي في العالم. في حين تحتضن كل من أديس أبابا ويريفان على التوالي أكبر التجمعات الحضرية الأرثوذكسية المشرقية. خارج العالم المسيحي أو الدول ذات الغالبية المسيحية تتواجد تجمعات مسيحيّة حضرية ضخمة منها في منطقة سول العاصمة (9.4 مليون)، ولاغوس، وطوكيو، والقاهرة (2 مليون)، وبكين، وجاكارتا (2.1 مليون)، ومومباي (871,000 نسمة)، وشانغهاي (644,500 نسمة)، وبيروت (603,000 نسمة) وكراتشي (560,000 نسمة). في الوطن العربي تضم مدينة القاهرة أكبر تجمع سكاني مسيحي، تليها بيروت ومدينة حلب.
| مرتبة | المدينة           | عدد السكان | عدد المسيحيين | المذهب السائد                                            |
| ----- | ----------------- | ---------- | ------------- | -------------------------------------------------------- |
| 1     | مدينة مكسيكو      | 21٬600٬000 | 17,712,000    | الكنيسة الرومانية الكاثوليكية                            |
| 2     | ساو باولو         | 21٬200٬000 | 17,025,720    | الكنيسة الرومانية الكاثوليكية ثم البروتستانتية الإنجيلية |
| 3     | مانيلا            | 11٬855٬975 | 11,800,000    | الكاثوليكية                                              |
| 4     | منطقة سول العاصمة | 25٬620٬000 | 9,479,400     | بروتستانتية ثم كاثوليكية                                 |
| 5     | نيويورك           | 23,484,225 | 9,288,000     | كاثوليكية ثم بروتستانتية                                 |
| 6     | بوينس آيرس        | 12٬801٬364 | 9,191,379     | الكنيسة الرومانية الكاثوليكية                            |
| 7     | لوس أنجلوس        | 13٬131٬431 | 9,060,687     | كاثوليكية ثم بروتستانتية ومورمونية                       |
| 8     | ريو دي جانيرو     | 11٬973٬505 | 8,915,000     | كاثوليكية ثم بروتستانتية إنجيلية                         |
| 9     | راين-رور          | 11٬470٬000 | 8,717,000     | كاثوليكية ثم بروتستانتية لوثرية                          |
| 10    | موسكو             | 15٬512٬000 | 7,833,560     | أرثوذكسية شرقية                                          |
| 11    | باريس             | 11٬978٬363 | 7,187,017     | الكنيسة الرومانية الكاثوليكية                            |
| 12    | لندن              | 13٬614٬409 | 6,589,373     | بروتستانتية أنجليكانية                                   |

## الأكثريات والأقليات
استنادًا إلى تقرير لمركز الأبجاث بيو يعيش 87% من مسيحيي العالم في دول ذات أغلبية مسيحية، أي في العالم المسيحي، ويٌشكّل المسيحيين أغلبيّة سكانيّة في 46 من أصل 50 دولة في أوروبا، و34 دولة من أصل 51 دولة في أفريقيا جنوب الصحراء، وفي جميع دول الأمريكيتين، وفي 27 دولة من أصل 60 دولة في آسيا وأوقيانوسيا. أما أكبر خمس عشرة دولة مسيحية من حيث عدد السكان فهي: الولايات المتحدة، البرازيل، المكسيك، روسيا، الفلبين، جمهورية الكونغو الديمقراطية، إيطاليا، إثيوبيا، ألمانيا، المملكة المتحدة، كولومبيا، أوكرانيا، جنوب أفريقيا، فرنسا والأرجنتين.
بالمقابل يعيش 13% من مسيحيين العالم كأقليات في دول غير مسيحية، وبحسب التقرير أكبر أقليات مسيحية تتواجد في نيجيريا؛ الصين، الهند واندونيسيا. من بين 234 دولة وكيان ذي حكم ذاتي، تعتبر المسيحية أقلية في 72 دولة وكيان ذي حكم ذاتي. وتشكل المسيحية في 43 دولة ثاني أكبر الأديان، منها في 38 دولة ذات أغلبيّة مسلمة، ودولتين ذات أغلبيّة لادينية (جمهورية التشيك وإستونيا)، وفي دولة ذات أغلبيّة بوذية (بورما)، وفي دولة ذات أغلبية هندوسية (موريشيوس) وفي دولة بلا أغلبية دينية واضحة (كوريا الجنوبية).
يعيش بين 139-144 مليون مسيحي في العالم الإسلامي. وأكبر التجمعات المسيحية في العالم الإسلامي موجودة في نيجيريا وإندونيسيا ومصر. وتصل أعداد المسيحيّين في الدول ذات الأغلبيّة اللادينيّة إلى 77.1 مليون نسمة؛ ويعيش في الثلاثة دول ذات الأغلبية الهندوسية 32.3 مليون مسيحي؛ وحسب جدول معهد بيو تصل أعداد المسيحيّين في الدول ذات الأغلبيّة البوذية إلى 6 ملايين نسمة. وتُعتبر إسرائيل الدولة الوحيدة في العالم ذات الأغلبيّة اليهودية؛ ويبلغ عدد المسيحيين فيها 170,000. وحسب جدول معهد بيو تصل أعداد المسيحيّين في الدول بلا أغلبيّة دينيّة واضحة حوالي 35 مليون نسمة.

## معتنقو المسيحية

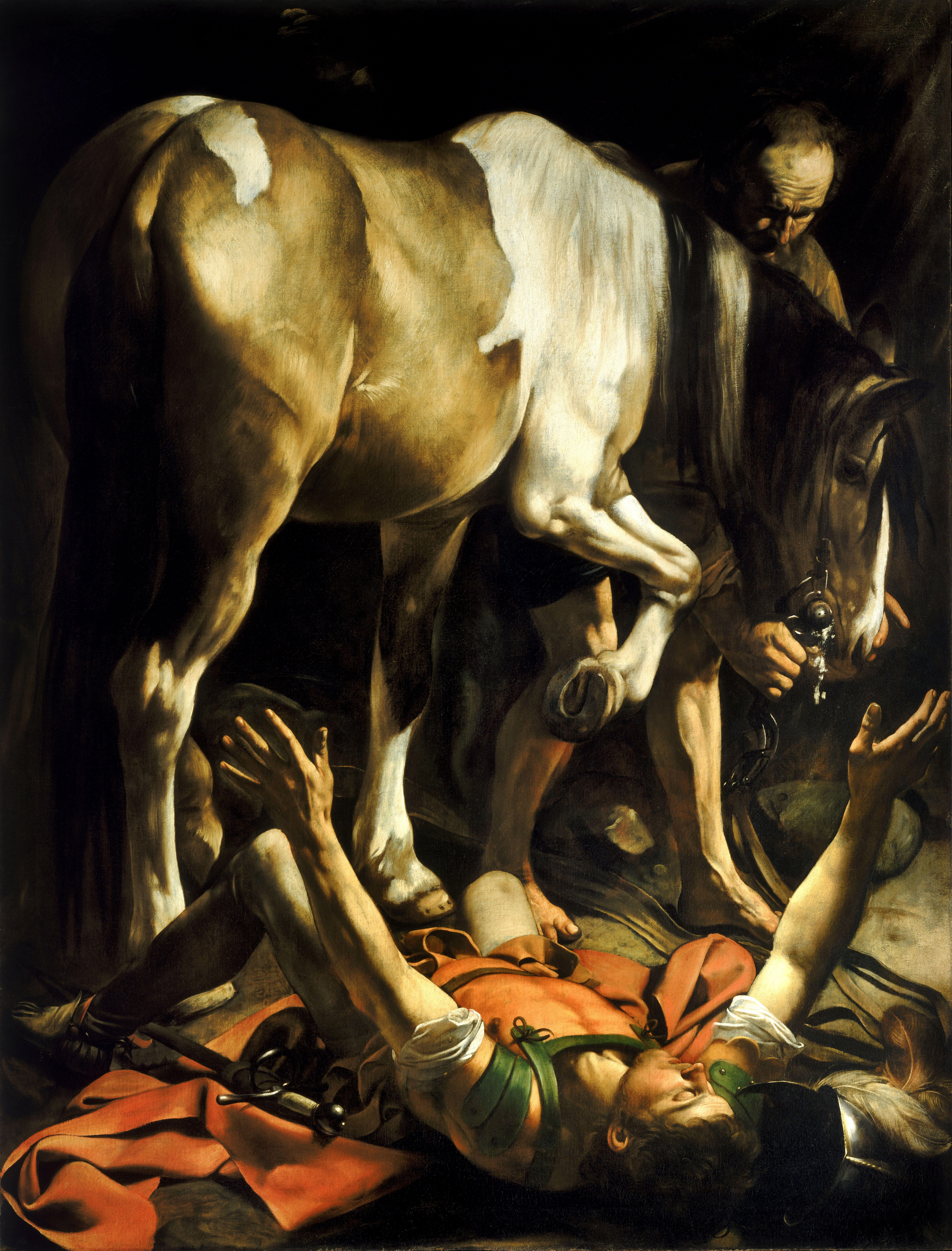
تحول بولس إلى المسيحية في الطريق إلى دمشق، رسم كارافاجيو.

التحول إلى المسيحية هو تحول ديني ِلشَخص ما من خلفية وديانة غير مسيحية إلى شكل من أشكال المسيحية. لا توجد احصائيات دقيقة حول عدد المتحولين للمسيحية خاصًة وأن عدد من المتحولين يخشون على أنفسهم لو صرحوا بالدين الجديد الذي اعتنقوه، إما لخوفهم من ردود أفعال مجتمعهم، أو لكون سياسة بلدهم تجرّم التحول الديني، وبالتالي تكون إحصائيات معدلات التحويل شديدة الصعوبة. لكن هناك بعض التقديرات حول عدد المتحولين للمسيحية من دول مختلفة. تشير تقديرات مختلفة إلى سنويًّا يعتنق المسيحية 30 مليون شخص قادمين من خلفيات دينية مغايرة أي 23,000 شخص يوميًا. ومن حيث النمو العددي بغض النظر عن النسب المئوية فإن المسيحية تحلّ في المرتبة الأولى، يذكر أن مناطق جنوب الكرة الأرضية تشهد ازديادًا في معدل نمو المسيحية. وبحسب تقرير معهد بيو تزايد عدد المسيحيين حول العالم بنسبة 4 أضعاف خلال المئة عام المنصرمة. وفقاً للموسوعة المسيحية العالميَّة يعتنق المسيحية سنويًا 2.7 مليون شخص قادمين من خلفيات دينية مغايرة. وبحسب دليل أكسفورد للتحويل الديني تحل المسيحية في الترتيب الأول من حيث صافي الربح من المتحولين، حيث تكسب المسيحية سنوياً حوالي 15.5 مليون شخص قادمين من خلفيات دينية مغايرة.
يواجه عدد من المتحولين للمسيحية انتقادات خاصًة أولئك الذين تحولوا للمسيحية لإعتبارات ماديَّة أو من أجل الحصول على فرص تعليم أو عمل أو حياة أفضل أو من أجل تسهيل الهجرة إلى الدول الغربية المتطوّرة ذات التراث المسيحي. يطلق على هذه المجموعة لقب مسيحيي الأرز. في حين يدافع عنهم آخرون على اعتبار أنّ الغالبيّة من المتحولين للمسيحية تحولوا للمسيحية بعد دراستها وعن اقتناع ديني فضلًا عن التحول لدين آخر هو حريّة دينيَّة.
تعتبر الحركات التبشيرية في آسيا وأفريقيا. تشير بعض الدراسات أن المسيحية هي أسرع أديان العالم انتشارًا، خصوصًا المذهبين الكاثوليكي والبروتستانتي. تشير بعض الدراسات أن المسيحية الإنجيلية هي أسرع الحركات الدينية انتشارًا، وتعتبر الحركة الخمسينية إحدى أسرع الحركات المسيحية انتشاراً ونمواً في العالم، فقد ازداد عدد معتنقيها من 72 مليون عام 1960 إلى 525 مليون عام 2000. في حين تتمسك أخرى بكون الإسلام الأكثر انتشارًا في العالم. تشهد الدول ذات الثقافة البوذية في الشرق الأقصى ظاهرة في ازدياد معتنقي المسيحية منها:
- في  الصين، كان عدد المسيحيين قبل 1949 حوالي 4 ملايين نسمة (3 ملايين الكاثوليك ومليون بروتستانتي)، في سنة 2010 وصل عدد المسيحيين في الصين إلى 67 مليون،[152][153] تقول تقارير أن المسيحية أسرع الأديان انتشارًا في الصين بمتوسط سنوي يبلغ 7%.[154] يتوقع أحد التقارير أن تصل أعداد السكان المسيحيين في الصين إلى أكثر من 400 مليون شخص بحلول عام 2040، الأمر الذي سيجعل الصين أكبر دولة فيها مسيحيين على الأرض.[155] وذكر تقرير في صحيفة ديلي تلغراف إلى ازدياد أعداد المسيحيين في الصين الشيوعية بشكل مطرد وأنه بحلول عام 2030 قد تصل أعداد المسيحيين الصينيين إلى 247 مليون.[156] وفقاً لتقرير مجلس العلاقات الخارجية نما عدد البروتستانت الصينيين بمعدل 10% سنوياً منذ عام 1979
- في  كوريا الجنوبية ارتفعت نسبة المسيحيين من 2.0% عام 1945 حتى وصلت إلى 29.2% عام 2005.[157][158] ووفقًا لقاعدة بيانات المسيحيّة العالميّة نمت المسيحية في كوريا الجنوبية من 20.7% في عام 1985 إلى 29.5% في عام 2005.[159]
- في  سنغافورة ارتفعت نسبة المسيحيين من 12.7% سنة 1990 إلى 17.5% سنة 2010، وهي إلى جانب اللادينية تحظى باعلى معدل نمو في سنغافورة.[160] واستمرت معدلات النمو حيث وفقاً لتعداد السكان عام 2015 بلغت نسبة المسيحيين حوالي 18.8% من السكان.[161]
- في  اليابان وصلت نسبة المسيحيين حسب احصائية مؤسسة غالوب سنة 2006 إلى 6% مقارنة 1% سنة 2000،[162] واستنادًا إلى استطلاع عام 2006 الذي أجرته مؤسسة غالوب وجدت أن المسيحية هي الدين الأسرع انتشارًا بين الشباب الياباني.[163]
- في تايوان شهدت المسيحية نموًا قويًا في عقد عام 1950، وظلت العضويَّة ثابتة نسيبيًا في عقد 1970.[164] وتشير التقديرات الأخيرة إلى أن نسبة المسيحيين تصل إلى حوالي 4.5% من السكان.[165] ومنذ عام 1978 شاركت الكنيسة المشيخية في جهود تبشيرية واسعة النطاق المعروفة باسم حركة عشرة واحد والتي تهدف إلى زيادة 10% من عضويتها سنويًا.[166]
- في  إندونيسيا يزداد معدل نمو المسيحية وانتشارها بشكل خاص بين الأقلية الصينية.[167][168]
- في  فييتنام ازداد عدد السكان المسيحيين بنسبة 600% خلال العقود الأخيرة.

وجدت دراسة تعود لعام 2015 أن حوالي 10.2 ملايين مسلم إعتنق المسيحية. وأشار أحمد القطعاني في برنامج الشريعة والحياة على قناة الجزيرة إلى أن حوالي يعتنق المسيحية 6 مليون مسلم أفريقيا يتحول للمسيحية سنوياً، والباحث الروسي الأرثوذكسي رومان سايلانتيف يقول أن مليوني مسلم تحولوا إلى المسيحية الأثوذكسية خلال 15 سنة. ويواجه العديد من معتنقو المسيحية ذووي الخلفية الإسلامية نبذ اجتماعي أو السجن وأحيانًا القتل وذلك على خلفية تحولهم للمسيحية. وقدرّت دراسة تابعة لجامعة إدنبرة عام 2014 أنه يوجد أكثر من 8.4 مليون مسلم اعتنق المسيحية. ويمكن العثور على عدد ملحوظ من المسلمين الذين تحولوا إلى المسيحية في أفغانستان، وألبانيا، وأستراليا، وأذربيجان، الجزائر، وبنغلاديش، وبلجيكا، وبوركينا فاسو، وبلغاريا، وكندا، وإثيوبيا، وفرنسا، وغانا، وألمانيا، وإندونيسيا، وإيران، والهند، وكينيا، والمغرب، ونيجيريا، وهولندا، وروسيا، وماليزيا، والمملكة العربية السعودية، وتانزانيا، وتونس، وتركيا، وكوسوفو، والولايات المتحدة، وطاجيكستان، وكازاخستان، وقيرغيزستان وأوزبكستان.
في  الهند وعلى الرغم من الإضطهادات الموجهة ضد المسيحيين في البلاد، التحول إلى المسيحية في ازدياد استنادًا إلى منظمة أبواب مفتوحة، في سنة 2005 اعتنق المسيحية بين 60,000 إلى 70,000 هندي. في  ماليزيا واستنادًا إلى منظمات هندوسية أعتنق 160,000 هندوسي المسيحية في الأعوام الاخيرة. وقد أعتنق حوالي 97,000 هندوسي المذهب المثيودي، فضلًا عن 25,000 انضم للمذهب الكاثوليكي. وفي  الولايات المتحدة كشف استطلاع من مركز بيو للدراسات وللرأي أجري بين يهود امريكا في أكتوبر 2013 ونشرته صحيفة «هارتس»، نقلاً عن «نيو يورك تايمز»، كشف عن ارتفاع عدد المسيحيون من خلفية يهودية وبين الإستطلاع انه يقطن في الولايات المتحدة 1,600,000 يهودي تحول للمسيحية أو مسيحي من خلفية يهودية.
يضطر العديد من الأشخاص الذين يمارسون الدين المسيحي التخفي وممارسة معتقداتهم في سريّة، تعود هذه الممارسة بشكل أساس في الأماكن والفترات الزمنية حيث تم اضطهاد المسيحيين أو تم حظر المسيحية، ما أدى إلى ظهور مسيحيون يمارسون المسيحية في خفية.

## روابط أخرى
- مسيحيون.
- الطوائف المسيحية بحسب عدد الأعضاء.